# Liste von Persönlichkeiten der Stadt Göttingen
Göttingen war in den vielen Jahrhunderten seiner reichen Geschichte Geburts-, Studien-, Wirkungs- und Sterbeort zahlreicher bedeutender Persönlichkeiten.

## Ehrenbürger
Die Stadt Göttingen hat folgenden Personen das Ehrenbürgerrecht verliehen (die Auflistung erfolgt chronologisch nach Verleihungsdatum):
1. Freiherr Friedrich von Hövel (* 16. April 1766 auf Gut Herbeck bei Hagen; † 8. November 1826 in Münster) und Freifrau Wilhelmine von Hövel
Präfekt des westphälischen Département Leine.
Verleihung am 20. Juni 1808.
Durch die Neuordnung Deutschlands durch Napoleon Bonaparte entstand 1807 nach französischem Vorbild das Königreich Westphalen. Freiherr von Hövel übernahm 1808 die Leitung des Départements Leine, dessen Hauptstadt Göttingen war. Während der Befreiungskriege beteiligte er sich dann aber am Aufbau des preußischen Landsturms.
2. Joseph Piautaz (* 5. Juli 1774 in Cluse, Savoyen, Königreich Sardinien; † 9. September 1825 in Berlin) und Pinette Piautaz
Generalsekretär des westphälischen Département Leine.
Verleihung am 8. Juli 1808.
3. Prinz Adolph Friedrich (* 24. Februar 1774 in London; † 8. Juli 1850 ebenda)
Sohn von König Georg III. vom Vereinigten Königreich, Feldmarschall der British Army
Verleihung am 8. November 1814
Prinz Adolph Friedrich studierte an der Georg-August-Universität Göttingen. Später nahm er als Offizier an den Koalitionskriegen gegen Napoléon teil.
4. Graf Joachim Lobo de Silveira und Gräfin Sophie de Silveira
Diplomat
Verleihung am 22. April 1816
Graf Lobo de Silveira war portugiesischer Gesandter in Berlin.
5. Johann Friedrich Hausmann (* 22. Februar 1782 in Hannover; † 26. Dezember 1859 in Göttingen)
Mineraloge und Geologe
Verleihung am 24. Juni 1816
6. Arnold Heeren (* 25. Oktober 1760 in Arbergen bei Bremen; † 6. März 1842 in Göttingen) und Henriette Heeren
Historiker
Verleihung am 5. April 1817
7. Georg Christian Franz Wedemeyer und Julie Wedemeyer
Jurist
Verleihung am 11. Februar 1822
8. David Julius Pott (* 10. Oktober 1760 in Nettelrede; † 18. Oktober 1838 in Göttingen) und seine Töchter Julie und Emilie Pott
Theologe
Verleihung am 29. August 1826
9. Christian Friedrich Ruperti
Theologe
Verleihung am 5. April 1832
10. Carl Friedrich Alexander von Arnswaldt (* 11. September 1768 in Celle; † 27. April 1845 in Hannover)
Jurist, Königlicher Staats- und Kabinettsminister in Hannover
Verleihung am 17. September 1837
11. Carl Wilhelm August von Stralenheim (* 17. August 1777 in Imbshausen, heute ein Stadtteil von Northeim; † 19. Mai 1847 in Hannover)
Jurist, Königlicher Staats- und Kabinettsminister in Hannover
Verleihung am 17. September 1837
12. Georg Ernst Friedrich Hoppenstedt (* 8. Juli 1779 in Hannover; † 16. Februar 1858 ebenda)
Jurist, Geheimer Kabinettsrat in Hannover
Verleihung am 17. September 1837
Im Juni 1837 endete die 123-jährige Personalunion zwischen England und Hannover. König Ernst August I. war der erste Herrscher, der das Land von der Stadt Hannover aus regierte.
13. Johann Wilhelm Junker und Johanne Junker
Kaufmann
Verleihung am 23. Februar 1846
14. Friedrich Gottfried Rettig und Hulda Rettig
Theologe
Verleihung am 22. April 1848
15. Carl Heinrich Miede (* 1788 in Nordhausen; † 1. September 1851 in Göttingen) und Johanne Dorothea Elisabeth Miede
Theologe
Verleihung am 22. April 1848
16. Carl Friedrich Gauß (* 30. April 1777 in Braunschweig; † 23. Februar 1855 in Göttingen)
Mathematiker, Astronom, Geodät und Physiker
Verleihung am 16. Juli 1849
Gauß studierte 1795 bis 1799 an der Universität in Göttingen. 1807 wurde er hier Professor und Direktor der Sternwarte. Carl Friedrich Gauß gilt als einer der bedeutendsten Mathematiker seiner Zeit.
17. Georg Friedrich Julius Hildebrandt
Theologe
Verleihung am 9. Januar 1850
18. Friedrich Wöhler (* 31. Juli 1800 in Eschersheim bei Frankfurt am Main; † 23. September 1882 in Göttingen)
Chemiker
Verleihung am 31. Juli 1857
Friedrich Wöhler war 1836 bis 1882 Professor für Medizin, Chemie und Pharmazie an der Universität in Göttingen. Wöhler gilt als Pionier der organischen Chemie.
19. Karl Friedrich Christian Hoeck (* 13. Mai 1794 in Oelber am weißen Wege; † 13. Januar 1877 in Göttingen)
Klassischer Philologe
Verleihung am 23. August 1865
20. Fürst Otto von Bismarck (* 1. April 1815 in Schönhausen (Elbe), Brandenburg; † 30. Juli 1898 in Friedrichsruh, Schleswig-Holstein)
Reichskanzler
Verleihung am 15. März 1877
Otto von Bismarck war entscheidend an der Gründung des deutschen Kaiserreichs 1871 beteiligt.
21. Wilhelm Eduard Weber (* 24. Oktober 1804 in Wittenberg, Sachsen; † 23. Juni 1891 in Göttingen)
Physiker
Verleihung am 26. August 1886
Weber war 1831 bis 1837 Professor für Physik an der Universität in Göttingen, verlor seinen Posten aber als einer der Göttinger Sieben, mit denen er gegen die Aufhebung der hannoverschen Verfassung protestierte. Nach der Märzrevolution 1848 erlangte er seinen Posten zurück. Zusammen mit Gauß baute er 1833 den ersten elektromagnetischen Telegrafen.
22. Gottlieb Planck (* 24. Juni 1824 in Göttingen; † 20. Mai 1910 ebenda)
Jurist
Verleihung am 1. Januar 1898
23. Paul von Hindenburg (* 2. Oktober 1847 in Posen; † 2. August 1934 in Neudeck, Ostpreußen)
Generalfeldmarschall der deutschen Armee, Reichspräsident
Verleihung am 2. Oktober 1917
Paul von Hindenburg galt als legendärer Militär, der bereits seit den 1860ern Offizier war. Im Ersten Weltkrieg wurde er als „Held von Tannenberg“ gefeiert, der die Besetzung Ostpreußens durch russische Truppen verhinderte. Im August 1916 wurden er und General Ludendorff Chefs der Obersten Heeresleitung.
24. Georg Friedrich Calsow (* 21. November 1857 in Timmendorf auf Poel; † 12. Februar 1931 in Göttingen)
Jurist, Oberbürgermeister von Göttingen
Verleihung am 30. April 1926
25. Justus Theodor Valentiner (* 9. August 1869 in La Guaira; † 26. Mai 1952 in Göttingen)
Jurist, Kurator der Universität
Verleihung am 23. Dezember 1932
26. Adolf Hitler (* 20. April 1889 in Braunau am Inn, Oberösterreich; † 30. April 1945 in Berlin)
„Führer“ und Reichskanzler
Verleihung am 19. April 1933; Ehrenbürgerrechte aberkannt durch Beschluss des Hauptausschusses vom 25. August 1952
Adolf Hitler wurde als Anführer der nationalsozialistischen Bewegung gefeiert, die sich das Ziel gesetzt hatte, Deutschland auf Kosten anderer Staaten zur dominierenden Macht in Europa zu machen. Die Nationalsozialisten ermordeten auf Grundlage ihrer rassischen Ideologie im Holocaust mindestens 6 Millionen Menschen. Durch den durch Hitler ausgelösten Zweiten Weltkrieg starben über 50 Millionen Menschen.
27. Bernhard Rust (* 30. September 1883 in Hannover; † 8. Mai 1945 in Berne, Oldenburg)
Reichsminister für Wissenschaft, Erziehung und Volksbildung
Verleihung am 2. Mai 1934; Ehrenbürgerrechte aberkannt durch Beschluss des Hauptausschusses vom 25. August 1952
Rust unterstand die Ideologisierung des gesamten Hochschulwesens. Die „Führer der Hochschulen“ (Rektoren) waren direkt ihm unterstellt. Durch die Entlassung aller Juden und politischen Gegner der Nazis wurde Deutschlands Stellung im Bereich Naturwissenschaften deutlich geschwächt.
28. Ludolf Haase (* 6. Januar 1898 in Hannover; † 3. Oktober 1972)
Mediziner
Verleihung am 7. Februar 1937; Ehrenbürgerrechte aberkannt durch Beschluss des Hauptausschusses vom 25. August 1952
Haase gründete den NSDAP-Ortsverein in Göttingen.
29. Wilhelm Frick (* 12. März 1877 in Alsenz, Bayern; † 16. Oktober 1946 in Nürnberg)
Reichsinnenminister
Verleihung am 12. März 1937; Ehrenbürgerrechte aberkannt durch Beschluss des Hauptausschusses vom 25. August 1952
Wilhelm Frick war als Innenminister im NS-Staat dafür zuständig, die Gesetze zu verfassen, die die Weimarer Verfassung aushöhlen und die nationalsozialistische Führung zementieren sollten. Von ihm stammte u. a. die „Verordnung des Reichspräsidenten zum Schutz von Volk und Staat“. Nach dem Krieg wurde er im Rahmen der Nürnberger Prozesse wegen Vorbereitung eines Angriffskrieges, Leitung und Teilnahme an Kriegsverbrechen sowie Verbrechen gegen die Menschlichkeit schuldig gesprochen und hingerichtet.
30. Viktor Lutze (* 28. Dezember 1890 in Bevergern; † 2. Mai 1943 bei Potsdam)
Stabschef der SA, Oberpräsident der Provinz Hannover
Verleihung am 26. Juni 1937; Ehrenbürgerrechte aberkannt durch Beschluss des Hauptausschusses vom 25. August 1952
31. Edward Schröder (* 18. Mai 1858 in Witzenhausen; † 9. Februar 1942 in Göttingen)
Germanist
Verleihung am 26. Juni 1937
32. Börries Freiherr von Münchhausen (* 20. März 1874 in Hildesheim, Provinz Hannover; † 16. März 1945 in Windischleuba, Thüringen)
Schriftsteller und Lyriker
Verleihung am 26. Juni 1937
Von Münchhausen gehörte zu den am meisten geförderten Autoren der Nationalsozialisten, wirkte an rassistischer Kulturpolitik mit und erklärte wiederholt öffentlich seine vorbehaltlose Unterstützung des NS-Regimes. Von 1898 bis 1905 gab er den Göttinger Musenalmanach einige Male heraus.
33. Erich Schmidt
Jurist und Oberstadtdirektor
Verleihung am 31. Dezember 1951
34. Max Born (* 11. Dezember 1882 in Breslau, Schlesien; † 5. Januar 1970 in Göttingen)
Mathematiker und Physiker
Verleihung am 28. Juni 1953
Max Born war 1921 bis 1933 Professor in Göttingen. Hier entwickelte er große Teile der modernen Quantenmechanik. Für die Bornsche Wahrscheinlichkeitsinterpretation erhielt er 1954 den Nobelpreis für Physik.
35. Richard Courant (8. Januar 1888 in Lublinitz, Schlesien; † 27. Januar 1972 in New York City)
Mathematiker
Verleihung am 28. Juni 1953
Richard Courant war 1922 bis 1933 Professor in Göttingen. Nachdem er wegen seiner Herkunft vor den Nationalsozialisten fliehen musste, baute er das mathematische Forschungszentrum der New York University auf, welches heute eines der angesehensten Institute für angewandte Mathematik ist.
36. James Franck (* 26. August 1882 in Hamburg; † 21. Mai 1964 in Göttingen)
Physiker
Verleihung am 28. Juni 1953
James Franck war 1920 bis 1933 Professor in Göttingen. Für den Franck-Hertz-Versuch bekam er 1925 den Nobelpreis für Physik. 1933 legte er sein Professorenamt nieder und ging schließlich nach Chicago. Hier kam er mit dem Manhattan-Projekt in Berührung, versuchte jedoch mit dem Franck-Report den Atombombenabwurf auf Japan zu verhindern.
37. Herman Nohl (7. Oktober 1879 in Berlin; † 27. September 1960 in Göttingen)
Pädagoge und Philosoph
Verleihung am 28. Juni 1953
Herman Nohl war 1919 bis 1937 Professor in Göttingen. Nach dem Krieg half er beim Wiederaufbau des Schulwesens und der Universität in Göttingen, wo er Dekan seines Fachbereichs wurde.
38. Harry Lambach
Tischlermeister
Verleihung am 28. Juni 1953
39. August Reuper
Telegrafeninspektor
Verleihung am 28. Juni 1953
40. Rudolf Stich
Mediziner[2]
Verleihung am 18. Juli 1955
41. Fritz Ulrici
Apotheker
Verleihung am 18. Juli 1955
42. Hermann Föge (* 25. Februar 1878 in Schleswig; † 21. Oktober 1963 in Göttingen)
Jurist und Oberbürgermeister von Göttingen
Verleihung am 1. März 1957
43. Fritz Wittorf
Tischler und Vollziehungsbeamter
Verleihung am 1. März 1957
44. Heinrich Ische
Drucker und Schriftsetzer
Verleihung am 1. März 1957
45. Otto Hahn (8. März 1879 in Frankfurt am Main; † 28. Juli 1968 in Göttingen)
Chemiker
Verleihung am 8. März 1959
Otto Hahn erhielt für die Entdeckung der Kernspaltung den Nobelpreis für Chemie. Er gehörte aber auch zu den Göttinger Achtzehn, die sich entschieden gegen die militärische Nutzung der Kernspaltung wandten.
46. Bruno Karl August Jung (* 2. April 1886 in Essen; † 13. Dezember 1966 in Göttingen)
Jurist und Oberbürgermeister von Göttingen
Verleihung am 2. April 1961
47. Konrat Ziegler (* 12. Januar 1884 in Breslau, Schlesien; † 8. Januar 1974 in Göttingen)
klassischer Philologe
Verleihung am 7. März 1969
Konrat Ziegler hielt 1910 bis 1933 Vorlesungen in Breslau und Greifswald. In der Zeit des Nationalsozialismus half er mehrmals jüdischen Bekannten, der Verfolgung durch die Nazis zu entkommen. 1958 wurde er Vorsitzender der neugegründeten Göttinger Gesellschaft für christlich-jüdische Zusammenarbeit. Postum wurde er im Jahr 2000 mit dem Titel „Gerechter unter den Völkern“ geehrt.
48. Walter Meyerhoff (* 25. September 1890 in Duderstadt; † 20. August 1977 in Göttingen)
Präsident des Landgerichts Göttingen und Oberbürgermeister der Stadt Göttingen; Langjähriger Vorsitzender der Göttinger Händelgesellschaft.
Verleihung am 25. September 1970
49. Else Wagner
Kindergärtnerin
Verleihung am 4. Juli 1973
50. Willy Michel
Kaufmann
Verleihung am 8. März 1974
51. Paul Riemer
Gewerkschaftssekretär
Verleihung am 8. März 1974
52. Gottfried Jungmichel (* 1. Mai 1902 in Spantekow; † 2. Februar 1981 in Göttingen)
Mediziner und Oberbürgermeister von Göttingen (1956–1966)
Verleihung am 30. April 1977
53. Ulrike von Heynitz
Politikerin
Verleihung am 15. März 1980
Ulrike von Heynitz war 18 Jahre lang Ratsherrin der F.D.P.-Fraktion.
54. Heinrich Düker (24. November 1898 in Dassel, Provinz Hannover; † 2. November 1986 in Saarbrücken)
Psychologe und Oberbürgermeister von Göttingen (1946–1947)
Verleihung am 3. Mai 1985
55. Hugo Donder
Kaufmann
Verleihung am 28. Oktober 1986
56. Hannah Vogt (* 3. März 1910 in Berlin-Charlottenburg; † 13. Februar 1994 in Göttingen)
Schriftstellerin
Verleihung am 14. März 1987
57. Franz Wieacker (* 5. August 1908 in Stargard, Pommern; † 17. Februar 1994 in Göttingen)
Jurist und Rechtshistoriker
Verleihung am 14. November 1990
58. Horst Sartorius (* 1910; † 16. Juli 1998)
Kaufmann
Verleihung am 23. Januar 1991
59. Else Bräutigam (* 3. Januar 1931; † 24. März 2001)
Verleihung am 11. September 1991
60. Artur Levi (* 28. August 1922 in München; † 27. Mai 2007 in Göttingen)
Hochschullehrer und Oberbürgermeister von Göttingen (1973–1981, 1986–1991)
Verleihung am 23. November 1993
Levi musste 1937 ins Exil nach London gehen und beteiligte sich ab 1941 im Widerstand gegen das NS-Regime. 1946 kehrte er nach Göttingen zurück und lehrte 1961 bis 1985 Politikwissenschaft und Sozialkunde an der Pädagogischen Hochschule.
61. August Schütte (* 1921; † 14. September 2007)
Förderer des Breitensports, Ehrenvorsitzender des ASC 1846 Göttingen[3][4]
Verleihung am 21. Mai 1996
62. Manfred Eigen (* 9. Mai 1927 in Bochum; † 6. Februar 2019 in Göttingen)
Biophysiker und Physikochemiker
Verleihung am 9. August 2002
Eigen wurde 1957 Direktor des Göttinger Max-Planck-Instituts für biophysikalische Chemie. Für seine Studien über extrem schnell ablaufende chemische Reaktion bekamen er und zwei seiner Kollegen 1962 den Nobelpreis für Chemie.

## Söhne und Töchter der Stadt
Die folgenden Personen wurden in Göttingen geboren. Für die Nennung hier ist es unerheblich, ob die Personen ihren späteren Wirkungskreis in Göttingen hatten oder nicht. Viele sind andernorts bekannt geworden. Die nach Geburtsjahren arrangierte Liste erhebt keinen Anspruch auf Vollständigkeit.

### Bis 1800
- Johann(es) Hake, genannt von Göttingen (um 1280–1349, Geburtsort möglicherweise Göttingen), Magister und Medizinprofessor, königlicher und päpstlicher Leibarzt
- Johannes Caselius (1533–1613), Humanist, Jurist und Philologe
- Georg Münch (1631–1678), evangelischer Geistlicher
- Christian Specht (1647–1706), evangelischer Theologe, Generalsuperintendent
- Friedrich Gottlieb Meier (1715–1791), Arzt und Hofmedikus in Hannover
- Georg August Spangenberg (1738–1806), Rechtswissenschaftler und Hochschullehrer
- Peter Ludolph Spangenberg (1740–1794), Mediziner und Hochschullehrer
- Georg Heinrich Borheck (1751–1834), Architekt
- Johann Tobias Mayer (1752–1830), Mathematiker, Physiker und Hochschullehrer
- Heinrich Julius Oppermann (1752–1811), Mathematiker und Baubeamter
- Georg Heinrich Weber (1752–1828), Arzt und Botaniker
- Johann Friedrich Eberhard Böhmer (1753–1828), Rechtswissenschaftler
- Christian Gottlieb Daniel Müller (1753–1814), Oberstleutnant, Kapitän und Autor und Übersetzer maritimer Fachliteratur
- Johann Friedrich Christoph Gräffe (1754–1816), evangelischer Theologe und Geistlicher
- Georg Jacob Friedrich Meister (1755–1832), Rechtswissenschaftler und Verfechter eines modernen und humanen Strafrechts
- Johann Friedrich Reitemeier (1755–1839), Rechtswissenschaftler und Hochschullehrer
- Johann Tobias Lowitz (1757–1804), Chemiker und Pharmazeut
- Carl Friedrich Meyer (1757–1817), Jurist und Hochschullehrer
- Johann Christoph Bleßmann (1760–1836), Revolutionär
- (Johann) Georg Wilhelm Böhmer (1761–1839), Theologe, Mitbegründer der Mainzer Republik, Friedensrichter im Königreich Westphalen
- Georg von Wedekind (1761–1831), Arzt und Revolutionär
- Louise Müller (1763–1829), Sängerin und Klavierlehrerin
- Caroline Schlegel-Schelling (1763–1809), Mitbegründerin der deutschen Frühromantik
- Johann Friedrich Hennicke (1764–1848), Redakteur und Gymnasiallehrer
- Therese Huber (1764–1829), Schriftstellerin und Redakteurin
- Emil Ludwig Philipp Schröder (1764–1835), evangelischer Geistlicher und Jugendschriftsteller
- Georg Heinrich Nöhden (1770–1826), deutsch-britischer Erzieher und Philologe
- Dorothea von Schlözer (1770–1825), zweite deutsche Frau, die einen Doktortitel erhielt (1787)
- Johann Ludwig Jordan (1771–1853), Mediziner, Lehrer und Naturforscher
- Ernst Ferdinand Ayrer (1774–1832), Universitäts-Reitlehrer
- Johann Heinrich Moritz von Poppe (1776–1854), Mathematiker und Physiker
- Friedrich Stromeyer (1776–1835), Chemiker, Entdecker des Cadmiums
- Carl Wilhelm Koppe (1777–1837), Historiker, Jurist, Politiker und Diplomat, Staatsminister in Preußen, Konsul in Mexiko
- Georg Heinrich Lünemann (1780–1830), deutscher Altphilologe und Lexikograf
- Ernst Peter Johann Spangenberg (1784–1833), Jurist und Philologe
- Johann Georg Spangenberg (1786–1849), Generalstabsarzt im Königreich Hannover
- Leopold Gmelin (1788–1853), Chemiker
- August Neander (1789–1850), evangelischer Theologe und Professor für Kirchengeschichte
- Carl August Adolf Ruprecht (1791–1861), Verleger
- Alfred Heyne (1792–1874), Verwaltungsjurist
- Hans Georg Meyer (1792–1863), königlich-hannoverscher Generalleutnant
- Theodor Marezoll (1794–1873), Rechtswissenschaftler und Hochschullehrer
- Otto Wigand (1795–1870), Verleger und Politiker
- Georg Knoop (1797–1849), Violoncellist
- Johann August Philipp Multhaupt (1797–1868), Kaufmann und Mitglied der Hamburgischen Bürgerschaft
- Friedrich Adolf von Berg (1798–1889), Jurist und Politiker, Abgeordneter im Oldenburgischen Landtag
- Georg Klindworth (1798–1882), Diplomat und Geheimagent, der in Diensten mehrerer europäischer Staatsmänner und Fürsten stand
- Friedrich August von Ammon (1799–1861), Mediziner
- Karl Ernst August Schmidt (1799–1869), Altphilologe
- Carl Heinrich Edmund Freiherr von Berg (1800–1874), Forstwissenschaftler und Forstpraktiker

### 19. Jahrhundert

#### 1801 bis 1850
- Ferdinand Oesterley (1802–1858), Rechtswissenschaftler, Hochschullehrer und Politiker
- Heinrich Georg August Ewald (1803–1875), Theologe und Orientalist
- Philipp August Friedrich Mühlenpfordt (1803–1891), Botaniker und Mediziner
- Günther Nicol (1806–1858), Dichter und Jurist
- Johann Heinrich Christoph Trefurt (1806–1852), Gynäkologe
- Julius Jordan (1808–1886), Jurist und Politiker
- Georg Wigand (1808–1858), Verleger
- Rudolf Kohlrausch (1809–1858), Physiker
- Eduard Wadsack (1809–1881), Reichstagsabgeordneter
- Wolfgang Sartorius von Waltershausen (1809–1876), Geologe
- Robert Wilhelm Bunsen (1811–1899), Chemiker, der u. a. den Bunsen-Brenner perfektionierte
- Georg Wilhelm Feistkorn (1811–1843), Porzellan-, Genre- und Porträtmaler
- Eugen Gauß (1811–1896), Unternehmer und Bankier
- August Friedrich Karl Himly (1811–1885), Chemiker und Mineraloge
- Carl Schöpfer (1811–1876), Schriftsteller, Journalist und Privatgelehrter
- Heinrich Albert Oppermann (1812–1870), Politiker und Schriftsteller
- Wilhelm Gauß (1813–1879), deutschamerikanischer Unternehmer
- Hermann Alexander von Berlepsch (1814–1883), Buchhändler und Verleger
- Maximilian Adolf Langenbeck (1818–1877), Mediziner und Hochschullehrer
- Georg Friedrich Neise (1818–1898), Zeichner
- Carl Johann Friedrich Wilhelm Ruprecht (1821–1898), Verleger
- Rudolph Berg (1823–1883), Bauingenieur für Wasser- und Eisenbahnbau, Baubeamter
- August Wilhelm Dieckhoff (1823–1894), Theologe
- Ernst Müller (1823–1875), Maler, Bildhauer und Kunstschriftsteller
- Gottlieb Planck (1824–1910), Jurist
- Otto Eberlein (1827–1896), Maler, Illustrator und Zeichenlehrer
- Georg Wein (1827–1891), Maler
- Georg Wilhelm Schulze (1829–1901), Theologe
- Carl von Lützow (1832–1897), Kunsthistoriker
- Wilko Levin Graf von Wintzingerode-Bodenstein (1833–1907), Landeshauptmann der Provinz Sachsen, Präsident des Evangelischen Bundes
- Albert Möser (1835–1900), Schriftsteller und Lehrer
- Hermann Oesterley (1833–1891), Germanist, Musikwissenschaftler und Bibliothekar
- Arthur Auwers (1838–1915), Astronom, der Sternkataloge aufstellte
- Carl Oesterley (1839–1930), Maler
- Arnold von Langenbeck (1841–1916), General der Kavallerie des Heeres
- Friedrich Gustav Voigt (1844–1886), Mechaniker und Unternehmer
- Wilhelm Heinrich Roscher (1845–1923), klassischer Philologe
- Julius Meyer (1846–1922), Bankier und Schriftsteller
- Julius Post (1846–1910), Chemiker
- Karl Roscher (1846–1920), sächsischer Staatsbeamter
- Florenz Sartorius (1846–1925), Mechaniker und Unternehmer
- Alfred Stern (1846–1936), Historiker
- Alexander von Dachenhausen (1848–1916), Oberleutnant, Genealoge, Heraldiker und Grafiker
- Wilhelm Kirchner (1848–1921), Agrarwissenschaftler und Hochschullehrer

#### 1851 bis 1900
- Friedrich Bertheau (1851–1919), Historiker
- August Sartorius von Waltershausen (1852–1938), Nationalökonom, Rektor der Universität Straßburg
- Konrad von Lange (1855–1921), Kunsthistoriker, Hochschullehrer und -rektor
- Carl Winkel (1857–1908), Kaufmann und Fotograf
- Friedrich Ahlborn (1858–1937), Zoologe und Physiker, der an der Entwicklung der ersten Stromlinienformen beteiligt war
- Gustav Ruprecht (1860–1950), Verleger
- Ernst Honig (1861–1930), Mundartschriftsteller
- Wilhelm Rathkamp (1861–1937), Architekt und Bauunternehmer
- Georg Süßenguth (1862–1947), Architekt
- Cornelia Paczka-Wagner (1864–nach 1930), Malerin und Grafikerin
- Wilhelm Reinecke (1866–1952), Historiker und Archivar
- Otto Meyer (1867–1951), Jurist, Landgerichtspräsident
- Georg Heinrich Friedrich Lührig (1868–1957), Maler, Rektor der Kunstakademie Dresden
- Ernst Schreiber (1868–1929), Mediziner und Professor
- Rudolf Wissell (1869–1962), Politiker (SPD) und Reichsminister
- Ernst Meyer (1871–1931), Psychiater, Prorektor der Albertus-Universität
- Friedrich von Oesterley (1871–1944), Dressurreiter
- Erich Köhler (1873–1914), Fregattenkapitän, Kommandant des Kleinen Kreuzers SMS Karlsruhe
- Walter von Brunn (1876–1952), Chirurg, Schulhygieniker, Medizinhistoriker und Hochschullehrer
- Leopold Schwarz (1877–1962), Hygienemediziner und Hochschullehrer
- Julius Sartorius (1879–1918), Ingenieur und Industrieller
- Erich Ebstein (1880–1931), Arzt und Schriftsteller
- Max Raphael Hahn (1880–1942), Unternehmer, Vorsitzender der jüdischen Gemeinde Göttingen und Kunstsammler
- Else Lüders, geb. Peipers (1880–1945), Indologin
- Ilse Franke-Oehl (1881–1938), österreichische Schriftstellerin
- Hermann Schultz (1881–1915), klassischer Philologe und Hochschullehrer
- Paul Post (1882–1956), Kunsthistoriker
- Hermann Wolfgang Satorius von Waltershausen (1882–1954), Komponist, Dirigent, Musikpädagoge und Musikschriftsteller
- Andreas Duhm (1883–1975), Theologe
- Georg Grube (1883–1966), Professor für Physikalische Chemie an der TH Stuttgart
- Johannes Heinrich Schultz (1884–1970), Psychiater, entwickelte das autogene Training
- Konrad Hübner (1884–1975), Präsident des Landgerichts Kassel
- Karl von Buchka (1885–1960), Politiker (DVP, CDU), MdB
- Burghard Körner (1886–1973), Architekt, Regierungsbaurat, Ministerialrat und Hochschullehrer
- Erich Molitor (1886–1963), Rechtswissenschaftler und Arbeitsrichter
- Robert Bürkner (1887–1962), Schauspieler, Theaterintendant, Regisseur und Autor
- Wilhelm Reetz (1887–1946), Maler und Journalist
- Emma Sachse, geborene Claus (1887–1965), Frauenpolitikerin, Landespolitikerin (SPD/SED) und Landesvorsitzende der AWO in Thüringen
- Hans Carl Müller (1889–1960), Schauspieler, Theaterregisseur und Theaterintendant
- Ulrich Leo (1890–1964), deutsch-kanadischer Romanist und Hochschullehrer
- Albrecht Weiß (1890–1961), Jurist und Nationalökonom
- Alfred Meyer (1891–1945), Reichsstatthalter von Lippe 1936–45
- Otto Backenköhler (1892–1967), Marineoffizier
- Paul Leo (1893–1958), evangelischer Theologe und Hochschullehrer
- Günther Cario (1897–1984), Physiker und Hochschullehrer
- Erich Fascher (1897–1978), evangelischer Theologe
- Hermann Middendorf (1897–1981), Landrat in Bernkastel und Wittlich
- Rudolf Reutter (1897–1980), SED-Funktionär
- Johann Daniel Achelis (1898–1963), Physiologe und Medizinhistoriker
- Richard Uhlemeyer (1900–1954), Kunsthandwerker, Unternehmer und erster Präsident des Zentralverbandes des Deutschen Handwerks

### 20. Jahrhundert

#### 1901 bis 1925
- Karl Buchholz (1901–1992), deutsch-kolumbianischer Buch- und Kunsthändler
- Albrecht Wilhelm Tronnier (1902–1982), einflussreicher deutscher Optik-Konstrukteur des 20. Jahrhunderts
- Hanna Fonk (1905–1969), Malerin
- Friedrich Schaffstein (1905–2001), Strafrechtler (nationalsozialistische Strafrechtslehre)
- Hellmut Schmalz (1905–1982), Politiker (KPD, SPD), Landtagsabgeordneter
- Otto Strerath (1906–1973), Komponist im Schach
- Helmut Weiss (1907–1969), Schauspieler, Drehbuchautor und Filmregisseur
- Wolfgang Berg (1908–1984), deutsch-britisch-schweizerischer Physiker, Hochschullehrer
- Johann-Georg Schill (1908–1988), Jurist
- Elisabeth Buchholz (1909–1998), evangelische Theologin
- Harold Joachim (1909–1983), deutschamerikanischer Kunsthistoriker
- Walter Vogel (1909–2005), Archivar, Leitender Archivdirektor
- Erich Eichelberg (1912–1989), Oberstadtdirektor in Celle
- Ricarda Schwerin (1912–1999), Fotografin
- Peter Jensen (1913–1955), deutscher Physiker
- Herbert Gerhard Mende (1915–1987), Ingenieur und Fachautor
- Ilse Petri (1918–2018), Filmschauspielerin
- Maria Ehrenberg (* 1919), Botanikerin und Hochschullehrerin
- Uta Hagen (1919–2004), deutsch-amerikanische Schauspielerin und Schauspielpädagogin
- Helmut Meyer-Abich (1919–2008), Marineoffizier und Geologe
- Otfried Sander (1919–1990), Jurist und Politiker (FDP)
- Ernest Courant (1920–2020), deutschamerikanischer Physiker
- Wolfgang Kühle (1920–2002), Politiker (CDU), Abgeordneter des Hessischen Landtags
- Werner Schmalenbach (1920–2010), Kunsthistoriker, Autor und Kurator
- Gustav Born (1921–2018), deutsch-britischer Pharmakologe, Hochschullehrer
- Erich Fuchs (1921–2008), Internist und Allergologe
- Werner Rebhuhn (1922–2001), Grafiker und Künstler
- Ehrhard Kamlah (1925–2019), evangelischer Neutestamentler
- Wolfgang Senger (1925–2009), Regierungspräsident des Regierungsbezirks Hannover

#### 1926 bis 1950
- Luise Stange (1926–2023), Biologin und Professorin
- Hans-Jochen Vogel (1926–2020), Politiker (SPD), MdB, Bundesminister für Raumordnung, Bauwesen und Städtebau (1972–1974), Bundesjustizminister (1974–1981), Regierender Bürgermeister von Berlin (1981), Vorsitzender der SPD-Fraktion im Bundestag (1983–1991), Vorsitzender der SPD (1987–1991)
- Gerhard Barner (1927–2014), Bankkaufmann, Präsident der Industrie- und Handelskammer Hannover-Hildesheim
- Emil Cimiotti (1927–2019), Bildhauer
- Klaus Thiessen (* 1927), Physiker
- Hans Christhard Mahrenholz (1928–2022), Verwaltungsjurist
- Wilhelm Fahlbusch (1929–2014), lutherischer Theologe, Pfarrer und Hochschullehrer
- Ernst Gottfried Mahrenholz (1929–2021), Richter des Bundesverfassungsgerichts
- Robert Otto Pohl (1929–2024), deutsch-US-amerikanischer Physiker und Hochschullehrer
- Diter von Wettstein (1929–2017), dänischer Biologe und Genetik
- Fritz Hörnig (1930–2003), Politiker (CDU), Bürgermeister der Stadt Wedel
- Walther Kuhn (1930–2006), Mediziner und Hochschullehrer
- Renate-Charlotte Rabbethge (1930–2021), Politikerin (CDU) und Europaabgeordnete
- Christoph Burchard (1931–2020), evangelischer Theologe
- Reinhard Müller-Mehlis (1931–2020), Kunsthistoriker, Journalist und Autor
- Dietrich Neumann (1931–2012), Zoologe und Hochschullehrer
- Joachim Stalmann (1931–2023), evangelisch-lutherischer Theologe, Kirchenmusiker, Liturgie- und Musikwissenschaftler
- Peter Brühl (1932–2016), Mediziner
- Dieter Hinrichs (* 1932), Fotograf
- Gerry Neugebauer (1932–2014), US-amerikanischer Astronom
- Gustav Andreas Tammann (1932–2019), Astronom
- Thomas Trautner (1932–2023), Molekularbiologe
- Bernhard Vogel (1932–2025), Politiker (CDU), Ministerpräsident von Rheinland-Pfalz (1976–1988), Ministerpräsident von Thüringen (1992–2003)
- Jochen Brandi (1933–2005), Architekt
- Hugo Fasold (1933–2017), Biochemiker
- Eike Jessen (1933–2015), Professor für Informatik
- Andreas Kamlah (1933–2023), Physiker und Philosoph
- Valentin Wehefritz (* 1933), Bibliothekar und Bibliograf
- Harald Bojé (1934–1999), Pianist und Hochschullehrer
- Axel Freiherr von Campenhausen (1934–2025), Kirchenrechtler und Zeitungsverleger
- Berno von Cramm (* 1934), Schauspieler und Synchronsprecher
- Helmut Teitzel (* 1934), Gewerkschaftsfunktionär, ehemaliger Bundesvorsitzender der Gewerkschaft Leder
- Horst-Dieter Blume (* 1935), Klassischer Philologe, Hochschullehrer
- Ulrich Schwabe (1935–2021), Arzt und Pharmakologe
- Werner Theune (* 1935), Richter am Bundesgerichtshof
- Harald Tschesche (* 1935), deutscher Chemiker
- Hans Brockmann (1936–2019), Chemiker und Professor an der Universität Bielefeld
- Friedhelm Döhl (1936–2018), Komponist (Passion für Orchester; Julianische Minuten)
- Manfred Henkel (1936–1988), Maler, Zeichner und Bildhauer
- Gert Jeremias (1936–2016), Neutestamentler
- Friedrich Koch (1936–2023), Erziehungswissenschaftler und Hochschullehrer
- Gunter Hampel (* 1937), Jazzmusiker
- Rolf Hartmann (1937–2007),  Werklehrer und Bildhauer
- Gunther Holtorf (1937–2021), Weltreisender, der 215 Länder bereiste, und Autor
- Reinhold Wittig (* 1937), Planetengeologe und Spieleautor
- Reinhard Giebel (1939–2020), Jazzmusiker und Schriftsteller
- Jörg Jeremias (1939–2024), Theologe
- Jens Reich (* 1939), Molekularbiologe und Menschenrechtler
- Hans Wallow (* 1939), Politiker, MdB (SPD und WASG)
- Dieter Wolff (1939–2021), Anglist, Sprachwissenschaftler und Hochschullehrer
- Armin Abmeier (1940–2012), Buchhändler und Herausgeber
- Peter Dimroth (* 1940), Chemiker und Biochemiker
- Klaus Wettig (* 1940), Autor, Politiker und MdEP (SPD)
- Udo Breger (* 1941), Autor, Übersetzer und Verleger
- Peter Dohms (1941–2019), Historiker und Archivar
- Angela Hopf (* 1941), Künstlerin und Schriftstellerin
- Kurt Krauß (1941–2024), Fußballspieler und -trainer
- Jürg Meyer zur Capellen (1941–2020), Kunsthistoriker und Hochschullehrer
- Dietrich von Engelhardt (1941–2025), Wissenschafts- und Medizinhistoriker
- Jochen Rose (1941–2010), Jazzmusiker
- Ruthild Winkler (* 1941), österreichische Biochemikerin
- Ginka Steinwachs (* 1942), Schriftstellerin
- Konrad Tack (* 1942), Jurist und Beamter im Ruhestand
- Karl Wieghardt (* 1942), Chemiker
- Hans Hinrich Biesterfeldt (* 1943), Arabist
- Klaus Feldmann (* 1943), Ingenieurwissenschaftler
- Götz Gliemeroth (* 1943), Generalleutnant der Bundeswehr
- Heinz-Gerhard Haupt (* 1943), Historiker
- Klaus Uwe Ludwig (1943–2019), Kirchenmusiker
- Peter Struck (1943–2012), Bundesminister der Verteidigung (2002–2005), Vorsitzender der SPD-Bundestagsfraktion seit 2005
- Wolf Aßmus (* 1944), Experimentalphysiker
- Johann Konrad Keller (* 1944), Jurist, Verwaltungsbeamter und Politiker
- Ulrich Keller (* 1944), Kunsthistoriker und Hochschullehrer
- Jörg Lücke (1944–2002), Rechtswissenschaftler und Hochschullehrer
- Otto-Eberhard Zander (* 1944), Offizier und Politikwissenschaftler
- Hans-Jürgen Börner (* 1945), Redakteur, Moderator und Journalist
- Claudia Butenuth (1945–2016), Schauspielerin und Autorin
- Thomas Landsberg (1945–2010), Kommunalpolitiker
- Gerhard Loeschcke (* 1945), Architekt
- Rainer-Olaf Schultze (* 1945), Politikwissenschaftler und Hochschullehrer
- Kai Engelke (* 1946), Schriftsteller, Musikjournalist, Rezitator, Liedermacher und Pädagoge
- Christoph Harbsmeier (* 1946), Sinologe
- Horst Hippler (1946–2024), Physikochemiker und Präsident der Hochschulrektorenkonferenz
- Wolfgang Spindler (* 1946), Jurist, Richter und Präsident des Bundesfinanzhofs
- Christian Trull (* 1946), General der Bundeswehr
- Goetz Buchholz (* 1947), Architekt, Journalist und Autor
- Mathilde Grünewald (1947–2024), Archäologin
- Herbert Günther (* 1947), Schriftsteller, Übersetzer und Drehbuchautor
- Bernd Rumpf (1947–2019), Schauspieler und Synchronsprecher
- Johann August Schülein (* 1947), Soziologe und Hochschullehrer
- Fritz Behrens (* 1948), Jurist, von 1995 bis 2005 in verschiedenen Ressorts Minister des Landes Nordrhein-Westfalen
- Wulf Bernotat (1948–2017), Manager
- Michael Job (* 1948), Indogermanist
- Reinhard Kahl (* 1948), Journalist, Erziehungswissenschaftler und Autor
- Marion Kazemi (* 1948), Archivarin und Wissenschaftshistorikerin
- Harald Range (1948–2018), Jurist, von 2011 bis 2015 Generalbundesanwalt beim Bundesgerichtshof
- Heinrich Weber-Grellet (* 1948), Jurist, Vorsitzender Richter am Bundesfinanzhof (BFH)
- Karl-Helge Hupka (* 1949), Präsident des Oberlandesgerichtes Braunschweig
- Harald Kleinschmidt (* 1949), Historiker und Hochschullehrer
- Christopher Habel (* 1950), Informatiker
- Claus Koch (* 1950), Psychologe, Autor und Publizist
- Gudrun Landgrebe (* 1950), Schauspielerin
- Dieter Spindler (* 1950), Politiker (CDU), Bürgermeister von Meerbusch (1999–2014)
- Gerhard Steidl (* 1950), Verleger

#### 1951 bis 1975
- Susanne von Falkenhausen (* 1951), Kunsthistorikerin
- Didi Jünemann (* 1952), Kabarettist, Schauspieler und Musiker
- Werner Koch (* 1952), Verwaltungsjurist und Staatssekretär des Landes Hessen
- Stefan Zauner (* 1952), Musiker und Sänger („Münchener Freiheit“)
- Gerrit Zitterbart (* 1952), Pianist und Kammermusiker
- Dietrich Adam (1953–2020), Schauspieler
- Axel Gottschick (* 1953), Schauspieler und Hörspielsprecher
- Theo Köppen (* 1953), Schriftsteller und Maler
- Thomas Schäfer (* 1953), Klassischer Archäologe und Hochschullehrer
- Charlotte Schneidewind-Hartnagel (* 1953), Politikerin (Bündnis 90/Die Grünen), Landtagsabgeordnete
- Heinrich Graf von Bassewitz (* 1954), Landwirt und Agrarwissenschaftler
- Christian Eberl (* 1954), Forstwissenschaftler und Politiker (FDP)
- Rolf Hilgenfeld (1954–2025), Biochemiker
- Barbara Künzer-Riebel (* 1954), Autorin, Familienpädagogin, Paartherapeutin und Trauerbegleiterin
- Jochen Schweitzer (1954–2022), Psychologe, Psychotherapeut und Hochschullehrer
- Bernd Bornemann (* 1955), Oberbürgermeister von Emden
- Hubertus Georg Hoffmann (* 1955), Jurist, Medienmanager und Investor
- Detlef Müller-Mahn (* 1955), Geograph und Hochschullehrer
- Gert Schaefer (1955–2014), Schauspieler (Schloss Einstein)
- Regina Schmidt-Kühner (* 1955), Politikerin (SPD), von 2001 bis 2006 Mitglied des Landtags von Baden-Württemberg
- Tilman Seidensticker (* 1955), Islamwissenschaftler
- Andreas Staier (* 1955), Cembalist und Pianist
- Thomas Südhof (* 1955), Biochemiker (Nobelpreisträger)
- Renate Alf (* 1956), Cartoonistin und Autorin
- Wolfgang Freyberg (* 1956), Historiker und Slawist
- Herbert Grönemeyer (* 1956), Sänger (Männer) und Schauspieler (Das Boot)
- Martin Langer (1956–2022), Fotograf
- Bettina Schöne-Seifert (* 1956), Medizinerin und Medizinethikerin
- Bettina Eberspächer (* 1957), Slawistin und Übersetzerin
- Ralf Woll (* 1957), Ingenieur und Hochschullehrer
- Friedhelm von Blanckenburg (* 1958), Geochemiker
- Max Goldt, eigentlich Matthias Ernst (* 1958), Schriftsteller und Musiker
- Lutz Knopek (* 1958), Politiker (FDP), von 2009 bis 2013 Mitglied des Deutschen Bundestags
- Hans-Christof Kraus (* 1958), Historiker und Hochschullehrer
- Jacqueline Amirfallah (* 1960), Köchin
- Sibylle Hofer (* 1960), Rechtswissenschaftlerin, Hochschullehrerin
- Renate Kirchhoff (* 1960), evangelische Theologin, Hochschullehrerin
- Thomas Münte (* 1960), Neurologe
- Peter Nöthel (* 1960), Koch
- Gabriele Scheler (* 1960), deutsch-amerikanische Informatikerin und Neurowissenschaftlerin
- Martin Choroba (* 1961), Filmproduzent
- Thomas M. Klapötke (* 1961), Chemiker
- Alexander Müller-Elmau (* 1961), Bühnenbildner, Autor und Regisseur
- Felicitas von Aretin (* 1962), Historikerin und Journalistin
- Jobst von Berg (* 1962), Künstler
- Andrea Franken (* 1962), Politikerin, Mitglied der Hamburgischen Bürgerschaft
- Thomas Richard Kämmerer (* 1962), Altorientalist, Hochschullehrer, Verleger und Genealoge
- Martina Schwonke (* 1962), Juristin
- Joachim Bahlcke (* 1963), Historiker und Hochschullehrer
- Oliver Frank (1963–2022), Schlagersänger (Italienische Sehnsucht)
- Sven Friedrich (* 1963), Theaterwissenschaftler und Museumsdirektor
- Jörn Peter Hiekel (* 1963), Musikwissenschaftler und Mitglied der Sächsischen Akademie der Künste
- Chris Kraus (* 1963), Autor und Filmregisseur
- Andreas Krüger (* 1963), Techno-Produzent
- Eckart Lohse (* 1963), Autor und Journalist
- Claus Christian Malzahn (* 1963), Journalist und Redakteur beim Magazin Der Spiegel
- Berthold Matschat (* 1963), Jazz- und Studiomusiker
- Tom Schlüter (* 1963), Pianist, Musikproduzent
- Stefanie von Berg (* 1964), Pädagogin, Politikerin, Bezirksamtsleiterin von Hamburg-Altona
- Katharina von Fintel (* 1964), politische Beamtin (SPD)
- Gerhard Klaffus (* 1964), Brigadegeneral
- Michael Schneider (* 1964), Schweizer Komponist und Musikwissenschaftler
- Thomas Schneider (* 1964), Ägyptologe und Hochschullehrer
- Marion Ackermann (* 1965), Kunsthistorikerin
- Matthias Daneck (* 1965), Schlagzeuger, Komponist und Arrangeur
- Beate Krafft-Schöning (* 1965), Journalistin und Autorin
- Katharina Müller-Elmau (* 1965), Schauspielerin, Musikerin und Synchronsprecherin
- Volker Schmidt-Sondermann (* 1965), Filmproduzent, Regisseur und Drehbuchautor
- Lothar Sippel (* 1965), ehemaliger Fußballspieler, u. a. für Eintracht Frankfurt
- Martin Sonneborn (* 1965), Journalist (Titanic) und Politiker (Die PARTEI)
- Juliane Köhler (* 1965), Schauspielerin
- Johannes Schäfer (* 1965), Musiker („Fury in the Slaughterhouse“), Arzt
- Werner Bartens (* 1966), Arzt, Historiker, Wissenschaftsjournalist, Sachbuchautor
- Roderich Barth (* 1966), evangelischer Theologe und Hochschullehrer
- Astrid Gloria (* 1966), Kabarettistin und Bühnenkünstlerin
- John von Düffel (* 1966), Schriftsteller
- Jörg Ahlbrecht (* 1967), Theologe, Pastor, Mentor und Autor christlicher Bücher
- Anna Köbberling (* 1967), Politikerin (SPD)
- Andreas Baum (* 1967), Journalist und Schriftsteller
- Katharina Lehmann (* 1967), Schauspielerin
- Michael Michalsky (* 1967), Modeschöpfer und Designer
- Peter Roesky (* 1967), Chemiker
- Roland Schimmelpfennig (* 1967), Dramatiker
- Kersten Schüßler (* 1967), Journalist und Fernsehfilmproduzent
- Andreas Ebel (* 1968), Chefredakteur der Ostsee-Zeitung
- Christian Frölich (* 1968), Politiker (CDU)
- Katja Horneffer (* 1968), Meteorologin und Fernsehmoderatorin
- Jörg-Andreas Krüger (* 1968), Präsident des Naturschutzbundes Deutschlands (NABU)
- Lisa Moos (* 1968), Autorin
- Thorsten Heise (* 1969), Neonazi, Mitglied im Bundesvorstand der NPD
- Ulrich Laufs (* 1969), Kardiologe und Hochschullehrer
- Matthias Meyer (* 1969), Künstler
- Annegret Reese-Schnitker (* 1969), römisch-katholische Theologin und Hochschullehrerin
- Susanne Rottenbacher (* 1969), Künstlerin in den Bereichen Medien und Installation
- Hermann Schlimme (1969–2023), Architekturhistoriker
- Titus Vollmer (* 1969), Musiker und Filmkomponist
- Dunja Arnaszus (* 1970), Hörspielautorin, Schauspielerin, Dramaturgin und Dozentin
- Michael Dreyer (* 1970), Musikproduzent und Kulturmanager
- Hans-Hinrich Koch (* 1970), Film- und Fernsehproduzent
- Alexander Krone (* 1970), Brigadegeneral des Heeres der Bundeswehr
- Philipp Schaufelberger (* 1970), Jazzmusiker und Hörspielkomponist
- Anke Strüver (* 1970), Professorin für Sozial- und Wirtschaftsgeographie
- Georg-Ludwig von Breitenbuch (* 1971), Politiker (CDU), Landtagsabgeordneter in Sachsen
- Anke Feller (* 1971), Leichtathletin und Hörfunk- und Fernsehmoderatorin
- Mathias Schlung (* 1971), Schauspieler (Die dreisten Drei)
- Almut Tina Schmidt (* 1971), Schriftstellerin und Hörspielautorin
- Christine Siegert (* 1971), Musikwissenschaftlerin
- Philipp Felsch (* 1972), Kulturwissenschaftler und Essayist
- Florian Hoffmann (* 1972), Politik- und Rechtswissenschaftler
- Alexandra-Maria Klein (* 1972), Biologin und Hochschullehrerin
- Sven Schreivogel (* 1972), Hörspielproduzent
- Jan Tolkmitt (* 1972), Richter am Bundesgerichtshof
- Lorenz Knieriem (* 1973), Autor und Lektor
- Sebastian Noelle (* 1973), Jazzmusiker
- Sven Schoeller (* 1973), Politiker (Grüne) und Rechtsanwalt
- Leah Striker (* 1973), Kamerafrau beim Film
- Franziska Stünkel (* 1973), Filmregisseurin, Drehbuchautorin und Fotografin
- Malte Dominik Krüger (* 1974), evangelischer Theologe
- Karla Schmidt (* 1974), Schriftstellerin und Literaturwissenschaftlerin
- Felix Zimmermann (* 1974), Journalist
- Florian Bahrdt (* 1975), Fernsehjournalist und Moderator
- Maria Jany (* 1975), Schauspielerin
- Oliver Sechting (* 1975), Regisseur und Autor
- Anette Strohmeyer (* 1975), Autorin

#### 1976 bis 2000
- Christoph Berner (* 1976), evangelischer Theologe und Hochschullehrer
- Franziska Gude (* 1976), Hockeyspielerin
- Sandra Nasić (* 1976), Sängerin
- Antonia von Romatowski (* 1976), Stimmenimitatorin und Synchronsprecherin
- Natalie O’Hara (* 1976), Schauspielerin
- Katharina Kammeyer (* 1977), evangelische Theologin
- Meike Niedbal (* 1977), politische Beamtin
- Arye Sharuz Shalicar (* 1977), Politologe und israelischer Major
- Hendrik Streeck (* 1977), HIV-Forscher
- D-Bo (* 1978), Rapper
- Cornelia Linde (* 1978), Historikerin
- Laura Pooth (* 1978), Lehrerin und Gewerkschaftsfunktionärin
- Jakob Schmidt (* 1978), Übersetzer, Autor und Buchhändler
- Korbinian von Blanckenburg (* 1979), Volkswirt und Hochschullehrer
- Christian „TheFatRat“ Büttner (* 1979), Musikproduzent
- Dominik Klingberg (* 1979), Schauspieler
- Robert D. Marx (* 1979), Musicaldarsteller
- Lasse Münstermann (* 1979), Snookerspieler
- Sebastian Seiffert (* 1979), Universitätsprofessor für Physikalische Chemie
- Tim Dudek (* 1980), Jazzmusiker und Musikproduzent
- Lasse Nolte (* 1980), Filmregisseur
- Anne Schneider (* 1980), Theaterregisseurin, Verbandsfunktionärin
- Kevin Kuhn (* 1981), Schriftsteller
- Alexander Markgraf (* 1981), Schachspieler
- Timo Ochs (* 1981), Fußballspieler
- Daniel Raub (* 1981), Koch
- Stefan Rüttgeroth (* 1981), Sportschütze
- Charlotte Stoffel (* 1981), Politikerin (Bündnis 90/Die Grünen)
- Hanna Ballhaus (* 1982), Basketballtrainerin
- Teresa Nentwig (* 1982), Politikwissenschaftlerin
- Marco Grimaldi (* 1983), Basketballspieler
- Knut Höhler (* 1983), Leichtathlet, Hindernisläufer
- Leonard Riegel (* 1983), Cartoonist, Comiczeichner und Satiriker
- Gabriel von Berlepsch (* 1984), Schauspieler
- Johannes Böhmer (* 1984), Jazzmusiker
- Nora Dörries (* 1984), Schauspielerin
- Luisa Heese (* 1984), Kuratorin
- Sebastian Ghasemi-Nobakht (* 1985), Fußballspieler
- Lukas Rüppel (* 1985), Theater- und Filmschauspieler
- Alex Schlüter (* 1985), Sportjournalist
- Jorge Schmidt (* 1985), Basketballspieler
- Benjamin Hasselhorn (* 1986), Theologe
- Philip Kovce (* 1986), Autor, Ökonom und Philosoph
- Konstantin Marsch (* 1986), Schauspieler
- Rubic Ghasemi-Nobakht (* 1987), Fußballspieler
- Tristan Marquardt (* 1987), Lyriker, Literaturvermittler und Germanistischer Mediävist
- Jonatan Schwenk (* 1987), Animator und Filmemacher
- Jan-Philipp Berner (* 1988), Koch
- Tonie Lenz (* 1988), Kanu-Sportlerin
- Jan Washausen (* 1988), Fußballspieler
- Michael Schulze (* 1989), Fußballspieler
- Tim Wilke (* 1989), Musikproduzent
- Maximilian Beister (* 1990), Fußballspieler
- Niklas Liepe (* 1990), Geiger
- Ruth Spelmeyer (* 1990), Leichtathletin
- Tobias Welzel (* 1990), Basketballspieler
- David Kraft (* 1990), Musikproduzent
- DeeVoe (* 1991), Musikproduzent und DJ
- Adriano Grimaldi (* 1991), Fußballspieler
- Philipp Kanzow (* 1991), Zahnmediziner und Hochschullehrer
- Felix Klieser (* 1991), Hornist
- Nils Eichenberger (* 1992), Handballspieler
- Yasin Kolo (* 1992), Basketballspieler
- Kersten Thiele (* 1992), Radrennfahrer
- Aaron Donkor (* 1995), Footballspieler
- Till Timmermann (* 1995), Schauspieler
- Anton Donkor (* 1997), Fußballspieler
- Mattis Daube (* 1998), Fußballspieler
- Laura Roge (* 1998), Schauspielerin
- Deji Beyreuther (* 1999), Fußballspieler
- Britta Daub (* 1999), Basketballspielerin
- Jean-Manuel Mbom (* 2000), Fußballspieler
- Patrick Osterhage (* 2000), Fußballspieler
- Anna Lena Riedel (* 2000), Fußballspielerin

### 21. Jahrhundert
- Tobias Buck-Gramcko (* 2001), Radsportler
- Yannik Engelhardt (* 2001), Fußballspieler
- Ansgar Knauff (* 2002), Fußballspieler
- Willy Weinrich (* 2003), Bahnradsportler

## Angehörige der Universität Göttingen
An der Universität Göttingen haben unter anderem studiert oder gelehrt:

### Naturwissenschaften und Mathematik
A
- Othenio Abel – Biologie – Professor
- Wolfram Achtnich – Agrarwissenschaft – Professor
- Wilhelm Ackermann – Mathematik – Student 1914–1924
- Ernst-Günter Afting – Biochemie – Professor 1980
- Reinhart Ahlrichs – Theoretische Chemie
- Reimar von Alvensleben – Agrarwissenschaften – Student
- Gustav Angenheister – ehem. Direktor des Instituts für Geophysik
- Peter Ax – Biologie – Professor

B
- Walter Baade – Astronom, Astrophysiker
- Kord Baeumer – Agrarwissenschaften
- Borwin Bandelow – Psychiater, Neurologe und Psychologe
- Friedrich Wilhelm Barkhausen – Mathematik
- Peter Emil Becker – Humangenetik – Professor
- Richard Becker – Physik
- Friedrich Konrad Beilstein – Chemie (stud., a. o. Prof.)
- Matthias Bethge – Physik – Student
- Hans-Jürgen Beug – Botanik – Professor
- Christof Biebricher – Naturwissenschaften – Professor
- Wilhelm Biltz – Chemie – Privatdozent
- Georg Birukow – Zoologie – Professor
- Georg Bitter – Botanik – Professor
- Edwin Blanck – Agrarwissenschaften – Professor
- Johann Friedrich Blumenbach – Zoologie – Professor
- Eberhard Bodenschatz – Direktor am Max-Planck-Institut für Dynamik und Selbstorganisation
- Wolfgang Böhm – Agrarwissenschaften (apl. Prof.)
- Hans-Jürgen Borchers – Physik – Professor
- Michael Börgerding – Philosophie – Soziologie – Germanistik
- Max Born – mathematische Physik (o. Prof.) – (in Göttingen 1921–1933) – Nobelpreis für Physik 1954
- Hel Braun – Mathematik – apl. Professorin
- Bertram Brenig – Veterinärmedizin (o. Prof.)
- Egbert Brieskorn – Mathematik – Professor
- Melanie Brinkmann – Biologie – Studentin
- Hans Brockmann – Chemie – Professor
- Kurt Brüning – Geologie – Professor
- Ludwig August Boßler – Mathematik und Naturwissenschaften
- Michael Buback – Technische und Makromolekulare Chemie (o. Prof.)
- Detlev Buchholz – Physik – Professor
- Hans Bucka – Physik – Doktorand
- Detlef Bückmann – Biologie – Oberassistenz
- Robert Bunsen – Chemie
- Adolf Butenandt – Chemie – Nobelpreis für Chemie 1939
- Heinz Butin – Forstwissenschaften – Professor
- Rudolf Georg Walrab von Buttlar – Forstwissenschaft (stud.)

C
- Johann Friedrich Camerer – Korrespondent der königlichen Großbrittanischen Gesellschaft der Wissenschaften zu Göttingen
- Moritz Benedikt Cantor – Mathematik
- Constantin Carathéodory – Mathematik
- Edna Carter – Physik
- Alonzo Church – Mathematik und Informatik (Gastaufenthalt)
- Carl Claus – Zoologie – Professor
- Alfred Clebsch – Mathematik – Professor
- Carl Wilhelm Correns – Mineralogie (o. Prof.)
- Richard Courant – Mathematik
- Lorenz von Crell – Chemie – Professor
- Willi Czajka – Geograph (o. Prof.)

D
- Peter Debye – Mathematische Physik (o. Prof.) – (in Göttingen 1914–1920) – Nobelpreis für Chemie 1932
- Richard Dedekind – Mathematik
- Max Delbrück – Astronomie, Physik (Nobelpreis für Medizin 1969)
- Dietrich Denecke – Geographie
- Dietrich von Denffer – Botaniker – Professor
- Hartmut Dierschke – Botaniker – Professor
- Paul Dirac – Physik; vermutlich Studienaufenthalt – Nobelpreis für Physik 1933 (zusammen mit Schrödinger)
- Peter Gustav Lejeune Dirichlet – Mathematik, Nachfolger von Gauß (Prof.)
- Friedrich Dolezalek – Physikalische Chemie
- Gustav Drechsler – Agrarwissenschaften und Begründer des Landwirtschaftlichen Instituts
- Winfried Drochner – Agrarwissenschaften und Professor für Tierernährung
- Oscar Drude – Botaniker – Privatdozent
- Hermann Duderstadt – Biologie
- Hans Julius Duncker  – Biologie

E
- Christian Eberl – Forstwissenschaft (stud., wissenschaftlicher Mitarbeiter)
- Wilfried Ehlers – Agrarwissenschaften – Professor
- Paul Ehrenberg – Agrikulturchemie – Professor
- Manfred Eigen – Biophysikalische Chemie – Nobelpreis für Chemie 1967 (zusammen mit Norrish und Porter)
- Josef van Eimern – Forst- und Agrarwissenschaft (o. Prof., Lehrstuhl für Bioklimatologie 1980–1986)
- Heinz Ellenberg – Biologie, Botaniker (o. Prof.) (in Göttingen 1966–1981 emeritiert)
- Norbert Elsner – Zoologe und Neurobiologe (seit 1978 in Göttingen)
- Wolf von Engelhardt – Mineralogie – Wiss. Mitarbeiter
- Johann Christian Polycarp Erxleben – Biologie – Gründer des Tierärztlichen Instituts
- Walter Eschrich – Forstwissenschaften – Ordinarius
- Arnold Eucken – Physikalische Chemie (o. Prof.)

F
- William Feller – Mathematik
- Enrico Fermi – Physik (Nobelpreis für Physik 1938)
- Max Fesca – Agrikulturchemie – Professor
- Antal Festetics – Forstwissenschaftler, Wildbiologe (o. Professor)
- Kurt von Figura – Biochemie – Professor, Präsident
- Franz Firbas – Botanik – Professor
- Julia Fischer Biologie/Primatenforschung (Prof.)
- Rudolph Fittig – Chemie (stud., a. o. Prof.)
- Wilhelm Fleischmann – Agrarwissenschaft (o. Professor)
- Carl Flügge – Chemie – Student
- Friedrich Förster – Mathematik und Physik (Student)
- Theodor Förster – Chemie – Professor
- Jens Frahm – Chemie – Professor
- James Franck – Physik (Nobelpreis für Physik 1926)
- Hans Joachim Fröhlich – Forstwissenschaft (stud.)
- Lazarus Immanuel Fuchs – Mathematik
- Walter Heinrich Fuchs – Phytopathologie – Professor
- Werner Funke – Zoologie – Professor

G
- Carl Friedrich Gauß – Mathematik, Astronomie
- Gerhard Gentzen – Mathematik
- Oskar Glemser – Chemie (o. Prof.)
- Georg Wilhelm Glünder, Offizier und später zweiter Direktor der Polytechnischen Schule in Hannover[5]
- Maria Goeppert-Mayer – Physik (Nobelpreis für Physik 1963)
- Victor Moritz Goldschmidt – Geochemiker
- Martin Göpfert – Biologe und Zoologe
- Hans Grauert – Mathematik
- August Grisebach – Botanik
- Hans Achim Gussone – Forstwissenschaftler (apl. Professor)

H
- Alfréd Haar – Mathematik
- Peter Haasen – Direktor der Metallphysik, Autor des Standardwerkes Physikalische Metallkunde
- Otto Hahn – Chemie (Nobelpreis für Chemie 1944)
- Georg Hamel – Mathematik
- Karl Hasel – Forstwissenschaft (o. Prof.)
- Helmut Hasse – Mathematik
- Hans H. Hattemer – Forstwissenschaft – (o. Professor)
- Walter Norman Haworth – Chemie – Nobelpreis für Chemie 1937
- Heinrich Heesch – Mathematik
- Oskar Heil – Physik
- Werner Heisenberg – Physik (o. Prof.) – Nobelpreis für Physik 1932
- Hans Werner Heymann – Erziehungswissenschaft und Sozialpsychologie (stud.)
- Dirk Helbing – Mathematik, Physik (stud.) – Prof.
- Stefan Hell  – Physik (Honorarprofessor) – Nobelpreis für Chemie 2014 (zusammen mit Betzig und Moerner)
- Ernst Hellinger – Mathematik
- Wilhelm Carl Heraeus – Chemie, Pharmazie (stud.)
- Gerhard Herzberg – Chemie – einjähriger Studienaufenthalt – Nobelpreis für Chemie 1971
- David Hilbert – Mathematik (o. Prof.)
- Heinz Hopf – Mathematik
- Friedrich Georg Houtermans – Physik
- Jürgen Hövermann – Geographie
- Alexander von Humboldt – Physik
- Friedrich Hund – Physik (o. Prof.)
- Theodor Husemann – Pharmakologie (Prof.)

I
- Joachim Illies – Biologie
- Ernst Ising – Mathematik

J
- Pascual Jordan – Physik (prom., Assistent)
- Wilhelm Jost – Physikalische Chemie (o. Prof.)

K
- Charlotte Kämpf – Biologie – Studentin
- Martin Kappas – Geographie
- Abraham Gotthelf Kästner – Mathematik
- Wilhelm Kerp – Chemie – Privatdozent
- Carl Friedrich Kielmeyer – Biologie
- Felix Klein – Mathematik
- Peter Kloeppel – Agrarwissenschaften (stud.) – heute Chefredakteur bei RTL
- Georg Simon Klügel – stud.
- Alfred Koch – Mikrobiologie
- Friedrich Kohlrausch – Physik (stud.)
- Hermann Kolbe – Chemie (stud.)
- Carl Koldewey – Mathematik
- Horst Kramer – Forstwissenschaft (stud., o. Prof.)
- Walter Kremser – Forstwissenschaftler
- Fritz Krückeberg – Mathematik und Physik
- Otto Krug – Naturwissenschaften – Student
- Wolfgang Krull – Mathematik
- Bernd-Olaf Küppers – Physik
- Matthias Kuhle – Geographie

L
- Edmund Landau – Mathematik
- Irving Langmuir – Physikalische Chemie – Nobelpreis für Chemie 1932
- Max von Laue – Physik (Nobelpreis für Physik 1914)
- Susanne Leonhard – Mathematik und Philosophie
- Rudolf Leuckart – Chemie (a. o. Prof.)
- Georg Christoph Lichtenberg – Physik, Mathematik, Astronomie (stud., o. Prof.)
- Walther Lietzmann – Mathematik
- Heinrich Luden – Theologie (o. Prof. und Rektor in Jena)
- Burghard von Lüpke – Forstwissenschaft (stud., o. Prof.)
- Saunders Mac Lane – Mathematik

M
- Johann Tobias Mayer – Physik
- Tobias Mayer – Mathematik
- Wilhelm Meinardus – Geograph (o. Prof.)
- Helmut Metzner – Pflanzenphysiologe (Habilitand)
- Brunk Meyer – Bodenkunde
- Victor Meyer – Chemie (o. Prof.)
- Preda Mihăilescu – Mathe-Prof.
- Hermann Minkowski – Mathematik
- Alexander Mitscherlich – Chemiker

N
- Erwin Neher – Physik (Nobelpreis für Medizin 1991)
- Leonard Nelson – Mathematik
- Walther Nernst – Physikalische Chemie (Nobelpreis für Chemie 1920)
- John von Neumann – Mathematik (Privatdozent)
- Emmy Noether – Mathematik

 O
- Reinhard Oehme – Physik (Doktorand)
- Hans von Ohain – Physik, Aerodynamik (Doktorand)
- Robert Oppenheimer – Physik (Doktorand)
- Hans-Jürgen Otto – Forstwissenschaft (stud., prom., apl. Professor)

P
- Wolfgang Pauli – Physik (Nobelpreis für Physik 1945)
- Frauke Petry – Chemie (stud., prom.)
- Wilhelm Pfeffer – Botanik (stud.)
- Hans Piepho – Zoologie (o. Prof.)
- André Pirson – Botanik (o. Prof.)
- Max Planck – Physik (Nobelpreis für Physik 1918)
- Johann Heinrich Moritz von Poppe – Mathematik
- Hans Poser – Geographie
- Johannes Friedrich Posselt – Mathematiker und Astronom
- Ludwig Prandtl – Physik (o. Prof.)
- Volker Pudel – Ernährungspsychologe (stud., prom., apl. Professor)

R
- Richard Rado – Mathematik
- Johann Radon – Mathematik
- Gerold Rahmann – Agrarwissenschaften (stud., prom.)
- Kurt Reidemeister – Mathematik
- Joachim Reitner – Paläontologie
- Franz Rellich – Mathematik
- Theodore William Richards – Chemie – Nobelpreis für Chemie 1914
- Charlotte Riefenstahl – Physik, Chemie
- Bernhard Riemann – Mathematik (o. Prof.)
- Frigyes Riesz – Mathematik
- Jürgen Rimpau – Pflanzenzüchtung und Genetik
- Walter Ritz – Mathematik
- Edmone Roffael – Chemiker und Forstwissenschaftler – (apl./o. Professor)
- Carl Runge – Mathematik

S
- Hanno Sachsse – Forstwissenschaftler und Holzwissenschaftler (Professor)
- Friedrich Sauvigny – Mathematik – Studium, Habilitation
- Arnold Scheibe – Agrarwissenschaft (o. Professor)
- Hans Schenkel – Schweizer Physiker, Hochschullehrer und Politiker
- Georg Gottlieb Schirges – Philosophie und Naturwissenschaften 1834/35 – Student
- Edzard Schmidt-Jortzig – wissenschaftlicher Assistent am Institut für Völkerrecht
- Reinhard Schober – Forstwissenschaftler (o. Professor)
- Arthur Schoenflies – Mathematik
- Manfred Schroeder – Physik (insb. Akustik)
- Rudolf Schulten – Physiker und Nukleartechnologe
- Stefan Schulz-Hardt – Psychologie – Professor (seit 2004)
- Hermann Amandus Schwarz – Mathematik
- Fritz Schwerdtfeger – Forstwissenschaftler (o. Professor em.)
- Conrad von Seelhorst – Agrarwissenschaft (o. Professor)
- Jürgen Seibel – Chemie (Professor)
- Kurt Sethe – Ägyptologie (o. Prof.)
- Carl Ludwig Siegel – Mathematik (o. Prof.)
- Branislav Sloboda – Forstwissenschaftler (o. Professor)
- Arnold Sommerfeld – Mathematik und theoretische Physik
- Hertha Sponer – Physik
- Carl Sprengel – Agrarwissenschaften
- Otto Stern – Physik (Nobelpreis für Physik 1943)

T
- Gustav Tammann – Anorganische und Physikalische Chemie (o. Prof.)
- Edward Teller – Physik – (Wissenschaftlicher Mitarbeiter)
- Carl Johannes Thomae – Mathematik
- Otto Toeplitz – Mathematik
- Otto Tornau – Agrarwissenschaften
- Johann Georg Tralles – Mathematik
- Stefan Treue – Biologie, Neurowissenschaften und Biologische Psychologie
- Jürgen Troe – Physikalische Chemie (o. Prof.)
- Johannes Trojan – Medizin (Student), später Schriftsteller

U
- Ezequiel Uricoechea – Chemiker

V
- Arnold Freiherr von Vietinghoff-Riesch – Forstwissenschaftler (o. Professor)

W
- Bartel Leendert van der Waerden – Mathematik
- Hermann Wagner – Geograph (o. Prof.)
- Otto Wallach – Chemie (Nobelpreis für Chemie 1910)
- Otto Heinrich Walliser – Paläontologie
- Wilhelm Weber – Physik (o. Prof.)
- André Weil – Mathematik
- Julius Weisbach – Mathematik
- Carl Friedrich von Weizsäcker – Physik (tw. Studium, Honorarprofessor, Max-Planck-Institut für Physik, Göttinger Akademie der Wissenschaften, Initiator Göttinger Achtzehn)
- Ole Wendroth, Agrarwissenschafter
- Hermann Weyl – Mathematik
- Rainer Westermann – Psychologie
- Fritz von Wettstein – Botanik
- Emil Wiechert – Geophysik
- Maximilian zu Wied-Neuwied – WS 1811/12; führte später Expeditionen nach Brasilien und Nordamerika durch
- Wilhelm Wien – Student (Nobelpreis für Physik 1911)
- Norbert Wiener – Mathematik
- Eugene Paul Wigner – Physik (Nobelpreis für Physik 1963)
- Adolf Windaus – Chemie (Nobelpreis für Chemie 1928)
- Heinrich Winter – Chemie – Student
- Friedrich Wöhler – Chemie, Pharmazie (o. Prof.)
- Kurt Wölcken – Meteorologie (Student und Promovent)
- August Wolkenhauer – Geographie
- Gerhard Wörner – Geologie

Z
- Ernst Zermelo – Mathematik, Axiomatisierung der modernen Mengenlehre
- Richard Zsigmondy – Chemie – Nobelpreis für Chemie 1925

### Rechts-, Wirtschafts- und Sozialwissenschaften
A
- Wilhelm Abel – Erster Direktor des Instituts für Wirtschafts- und Sozialgeschichte
- Wilhelm Abegg – Rechtswissenschaften (Student, Doktorand)
- Wilhelm Eduard Albrecht – Rechtswissenschaften – Student
- Kai Ambos – Rechtswissenschaften (Strafrechtler) (o. Prof., Richter)
- Josef Augstein – Rechtswissenschaften (Strafrechtler) – Student, Doktorand

B
- Fritz Baade – Volkswirtschaftslehre – Student
- Peter Badura – Rechtswissenschaften (Staatsrechtler) (o. Professor 1964–70)
- Hans Paul Bahrdt – Soziologie – Professor
- Carl Ludwig von Bar – Rechtswissenschaften – Student
- Günther Bartke – Betriebswirtschaftslehre – Ordinarius
- Anton Bauer – Rechtswissenschaften – Professor
- Wolfgang Baumann – Studium Rechts- und Wirtschaftswissenschaften – Student
- Johann Karl von der Becke – Rechtswissenschaften – Student
- Jens Beckert – Soziologie – Professor
- Johann Beckmann – Wirtschaftswissenschaften – Professor
- Günther Beitzke – Rechtswissenschaften – Professor
- Wolfgang Benner – Wirtschaftswissenschaften – Studium und Habilitation
- Rudolf von Bennigsen – Rechtswissenschaften – Student
- Günther von Berg – Rechtswissenschaften – Professor, später Politiker
- Volker Bergen – Volkswirtschaftslehre – Professor
- Hartmut Berghoff – Wirtschaftshistoriker, Lehrstuhl am Institut für Wirtschafts- und Sozialgeschichte
- Henry Bernhard – Rechts- und Wirtschaftswissenschaften – Student
- Wulf Bernotat – Rechtswissenschaften – Student
- Friedrich Ferdinand von Beust – Rechtswissenschaften – Student
- Konrad Beyerle – Rechtswissenschaften – Professor
- Otto von Bismarck – Rechtswissenschaften (der erste Kanzler des deutschen Kaiserreichs) – Student
- Carl Gotthard von Bistram – Rechtswissenschaften – Student
- Wolfgang Bittner – Rechtswissenschaften – Student und Doktorand, später Schriftsteller
- Wilhelm von Bode – Rechtswissenschaft, Kunstgeschichte – Student
- Johann Friedrich Eberhard Böhmer – Rechtswissenschaften – Professor
- Uwe Blaurock – Rechtswissenschaften – Professor
- Jürgen Bloech – Betriebswirtschaftslehre (o. Professor)
- Friedrich Bluhme – Rechtswissenschaften – Professor
- Georg Ludwig Böhmer – Rechtswissenschaften – Professor
- Harald Bogs – Rechtswissenschaften – Professor
- Dieter Bohlen – Betriebswirtschaftslehre – Student
- Otto Friedrich Bollnow – Psychologie – Professor
- Hans-Otto de Boor – Rechtswissenschaften – Ordinarius
- Margarete Boos – Wirtschafts- und Sozialpsychologie – Professorin
- Rolf Wilhelm Brednich – Volkskunde – Professor
- Johann Salomon Brunnquell – Rechtswissenschaften (o. Professor für Kirchenrecht 1735)
- Gottfried August Bürger – Rechtswissenschaften – Student und später a.o. Professor für Ästhetik

C
- Christian Calliess – Rechtswissenschaften – Student
- Axel Freiherr von Campenhausen – Rechtswissenschaften – Professor
- Friedrich Wilhelm Compe – Jurastudent
- Rudolf Crisolli – Rechtswissenschaften – Student
- Dagmar Coester-Waltjen – Rechtswissenschaften – Professorin
- Hedda von Wedel, geb. Czasche – Rechtswissenschaften – Studentin/Doktorandin

D
- Hermann von Dassel – Rechtswissenschaften
- Jost Delbrück – Rechtswissenschaften
- Markus A. Denzel – Wirtschaftshistoriker – Professor
- Hans-Dieter Deppe – Wirtschaftswissenschaftler – Professor
- August Egbert von Derschau – Rechtswissenschaften – Student
- Georg Diederichs – Staats- und Wirtschaftswissenschaften, Pharmazie – Student
- Uwe Diederichsen – Rechtswissenschaften (o. Professor)
- Michael Diekmann – Rechtswissenschaften
- Karl Doehring – Rechtswissenschaften
- Georg Draheim – Wirtschaftswissenschaften – Professor
- Ralf Dreier – Rechtswissenschaften – Professor
- August Dresbach – Rechtswissenschaften – Politiker
- Tobias Dürr – Politikwissenschaften
- Gunnar Duttge – Medizinrechtler – Abteilungsleiter

E
- Wilhelm Ebel – Rechtswissenschaften – Professor
- Georg Ebers – Rechtswissenschaften (später berühmter Ägyptologe) – Student
- Horst Paul August Ehmke – Rechtswissenschaften und VWL – Student
- Victor Ehrenberg – Rechtswissenschaften – Professor
- Thomas Elbel – Rechtswissenschaften – Student
- Karl Friedrich Eichhorn – Rechtswissenschaften – Professor

F
- Andreas Falke – Politikwissenschaften – Doktorand
- Werner Flume – Rechtswissenschaften – Ordinarius
- Ferdinand Frensdorff – Rechtswissenschaften – Ordinarius und Rektor
- Armin Fuhrer – Politikwissenschaften – Student

G
- Georg Christian Gebauer – Rechtswissenschaften – Professor und erster Prorektor
- Ernst Gerth – Betriebswirtschaft – Ordinarius
- Friedrich Wilhelm Gotter – Rechtswissenschaften – Student
- Carl Friedrich Goerdeler – Rechtswissenschaften – Doktorand
- Manfred Grieger – Honorarprofessor
- Jürgen Großmann – BWL – Student
- Ernst von Gemmingen-Hornberg (1777–1781) – Rechtswissenschaften (später Diplomat und Komponist) – Student
- Friedrich Maximilian von Günderrode – Rechtswissenschaften – Student
- Hector Wilhelm von Günderrode – Rechtswissenschaften – Student

H
- Karl August von Hardenberg, preußischer Staatsmann – Rechtswissenschaften – Student
- Otto Ernst Hartmann – Rechtswissenschaftler – Student, Professor und Richter
- Jan Hecker – Rechtswissenschaften – Doktorand
- Heinrich Heine – Rechtswissenschaften (berühmter Dichter) (Student, Doktorand)
- Gustav Ferdinand Hertz – Rechtswissenschaften – Student
- Tessen von Heydebreck – Rechtswissenschaften – Student
- Gert Hoffmann – Politiker
- Gustav von Hugo – Rechtswissenschaften (Rechtsphilosoph) (Student, o. Professor)
- Wilhelm von Humboldt – Rechtswissenschaften (berühmter Erzieher und Gründer der Humboldt-Universität zu Berlin) – Student

I
- Rudolf von Jhering – Rechtswissenschaften (Zivilrechtler und Rechtsphilosoph) (Student, o. Professor 1872–1892)
- Ulrich Immenga – Rechtswissenschaften (Stud., Prof.)

J
- Hans-Joachim Jarchow – Volkswirtschaft

K
- Gerhard Kegel – Rechtswissenschaften – Student
- Robert Justus Kleberg – Rechtswissenschaften – Student
- Hans Hugo Klein – Rechtswissenschaften (Staatsrechtler) – (o. Prof. und ehemaliger Richter des Bundesverfassungsgerichts)
- Klaus Kleinfeld – ehemaliger Vorstandsvorsitzender der Siemens AG
- Hans Knoblich – Professor für Handelsbetriebslehre und Marketing
- Matthias Koenig – Professor der Soziologie
- Ludwig Kohli – Theologie – Rechtswissenschaften – Student
- Manfred Köhne – Agrarökonom und Dekan des Fachbereichs Agrarwissenschaften
- Michael Kölmel – Volkswirtschaftslehre – Gründer der Kinowelt AG
- Hinrich Wilhelm Kopf – Rechts- und Staatswissenschaften – erster Ministerpräsident von Niedersachsen – Student
- Herbert Kraus – Völkerrecht und Diplomatie
- Christian Graf von Krockow – Politikwissenschaft – Student ab 1947, ab 1961 Professor
- Arnd Krüger – Sportwissenschaft – ab 1980 Professor für Sportwissenschaft
- Steffen M. Kühnel – Professor der Soziologie

L
- Bernd Lange – Politikwissenschaft- und Theologie-Student
- Johann Graf Lambsdorff – Volkswirtschaftler (Diplomand, Doktorand, Habilitand)
- Sabine Leutheusser-Schnarrenberger – Rechtswissenschaften – Bundesministerin der Justiz (Studentin)
- Karl Larenz – Rechtswissenschaften (Zivilrechtler und Rechtsphilosoph) Doktorand
- Rudolf Leonhard – Rechtswissenschaften Student
- Carl Lichtenberg – Jurist Student
- Klaus Liesen – Rechtswissenschaften (Student, AStA, Doktorand), ehemaliger Aufsichtsratsvorsitzender der Volkswagen AG
- Peter Lösche – Politikwissenschaft

M
- Ernst Gottfried Mahrenholz – Rechtswissenschaft
- Hartmut Maurer – Rechtswissenschaften – Doktorand
- Peter Mezger – Politik
- Georg Jacob Friedrich Meister – Rechtswissenschaftler
- Georg Michaelis – Rechtswissenschaft – Doktorand
- Johann Nikolaus Möckert – Rechtswissenschaft (Rektor und o. Prof.)
- Christoph Möllers – Rechtswissenschaften (Staatsrechtler) (o. Prof.)
- John Pierpont Morgan – Student
- John Lothrop Motley – Rechtswissenschaften – Student
- Hans Mühlenfeld – Rechtswissenschaften – Student, später Minister und Botschafter
- Hans-Martin Müller-Laube – Rechtswissenschaften (Zivilrecht) (o. Prof.)
- Michael Mronz – BWL

N
- Oliver Nachtwey – Doktorand
- Horst Neumann-Duesberg – o. Professor ab 1962
- Georg Nolte – Rechtswissenschaften (Völkerrechtler) (o. Prof. 1999–2004)

O
- Heinrich Bernhard Oppenheim – Rechtswissenschaften (Völkerrechtler) – Student
- Lassa Francis Lawrence Oppenheim – Rechtswissenschaften (Völkerrechtler) – Doktorand
- Thomas Oppermann – Rechtswissenschaften – Student

P
- Andreas L. Paulus – Rechtswissenschaften (Völkerrechtler) (o. Prof.)
- Butz Peters – Rechtswissenschaften und Publizistik – Journalist
- Helmuth Plessner (Professor und Unirektor)
- Dietrich von Ploetz – Rechts- und Staatswissenschaften – Student
- Jobst Plog (Journalist)
- Johann Stephan Pütter – Rechtswissenschaften (berühmter Schüler von „jus publicum“/Staatsrechtler und Publizist) (o. Prof. 1746–1807)
- Hugo Preuß – Jurist

R
- Henning Radtke
- Dietrich Rauschning – Rechtswissenschaften (Völkerrechtler) – (o. Prof.)
- Erardo Cristoforo Rautenberg – Rechtswissenschaften – Student, Doktorand
- Theodor Christian Friedrich Raydt – Rechtswissenschaften – Student
- Albrecht von Roeder – Rechtswissenschaften – Student (1832–?)
- Emil Franz Rössler – Rechtshistoriker (Priv.-Doz.), Universitätsbibliothekar und verfasste eine Geschichte Göttingens und der Universität
- Claus Roxin – Rechtswissenschaften (Strafrechtler) (o. Professor 1963–1971)
- Justus Friedrich Runde – Rechtswissenschaften (Student und Professor)

S
- Friedrich Carl von Savigny – Rechtswissenschaften – Student
- Günther Schanz – Wirtschaftswissenschaften (o. Prof. 1977–2008)
- Johann Jakob Schmauß – Rechtswissenschaften, Geschichtswissenschaften – Professor
- Eberhard Schmidt-Aßmann – Rechtswissenschaften – Doktorand
- Edzard Schmidt-Jortzig – Rechtswissenschaften (wissenschaftlicher Assistent, Habilitand)
- Wilhelm Schneider – Wirtschaftswissenschaften – Studium und Promotion
- Jörg Schomburg – BWL – Student
- Gerhard Schröder – Rechtswissenschaften (Student, Ehrendoktor der Naturwissenschaften, Bundeskanzler a. D.)
- Johann Hieronymus Schroeter – Rechtswissenschaften (später bedeutender Astronom)
- Fritz-Dietlof von der Schulenburg – Rechtswissenschaften (Opfer des 20. Juli 1944) – Student
- Dietmar Schulz – Rechtswissenschaften – Student
- Dietmar Schütz – Rechtswissenschaften – Student
- Urte Schwerdtner – Rechtswissenschaften – Studentin
- Hans-Peter Schwintowski – Rechtswissenschaften (Prom., Habil.)
- Bruno Seidel – Politikwissenschaftler (o. Prof. 1962–1970)
- Elisabeth Selbert – Rechtswissenschaften (Studentin)
- Christoph Wilhelm Heinrich Sethe – Rechtswissenschaften (Student, später Chefpräsident des Rheinischen Revisions- und Kassationshofs)
- Christian Starck – Rechtswissenschaften (Staatsrechtler) (o. Prof.)
- Heinrich Friedrich Karl Freiherr vom Stein – Rechtswissenschaften – Student (1773–1777)
- Horst Steinmann – BWL – Student
- Peter-Tobias Stoll – Rechtswissenschaften (Völkerrechtler) (o. Prof.)
- Jan Stöß – Rechtswissenschaften – Student
- Friedrich Karl von Strombeck (Rechtsgelehrter)
- Rita Süssmuth – Professorin

T
- Bassam Tibi – Internationale Beziehungen (o. Prof.)
- Ludwig Theuvsen – Agrarökonomie – Prof.
- Jürgen Trittin – Sozialwissenschaften (Student, AStA-Mitglied)
- Adam von Trott zu Solz – Rechtswissenschaften (Student) – Diplomat und Widerstandskämpfer gegen den Nationalsozialismus (Opfer des 20. Juli 1944)
- George Turner – Rechtswissenschaften (Student, Doktorand)

V
- Hartmut Vogel – Rechtswissenschaften – Student, Doktorand
- Ruprecht Vondran, AStA-Vorsitzender (1957), Politiker und Verbandsfunktionär der Eisen- und Stahlindustrie

W
- Martin Wagener – Politologe – Student
- Franz Walter – Parteienforscher (o. Prof.)
- Helmut Kurt Weber – Wirtschaftswissenschaften (o. Prof.)
- Werner Weber – Rechtswissenschaften (Staatsrechtler) (o. Professor)
- Bernd Wedemeyer-Kolwe – Volkskunde, Sportwissenschaften (Student, Dozent)
- Stephan Weil – Rechtswissenschaften – Ministerpräsident des Landes Niedersachsen (2013–?) – Student
- Richard von Weizsäcker – Geschichte, Rechtswissenschaften – Präsident der Bundesrepublik Deutschland (1984–1994) (Student, Doktorand)
- Norbert Wieczorek – BWL – Student
- Charlotte Wiedemann – Studentin – Soziologie
- Emil Woermann, Landwirtschaftliche Betriebslehre
- Hans Julius Wolff – Rechtswissenschaften (Verwaltungsrechtler) – Doktorand

Z
- Daniel Zimmer – Rechtswissenschaften – Promotion, Habil.

### Geisteswissenschaften und Theologie
A
- Sigurd Abel – Studium der Geschichte
- Narziß Ach – Philosophie – Privatdozent
- Gottfried Achenwall – Philosophie – Professor
- Anneli Aejmelaeus – Theologie – Professorin
- Georg Althaus, evangelisch-lutherischer Theologe und Gegner des NS-Regimes
- Paul Althaus der Ältere – Professor – Theologie
- Christoph Ammon – Professor – Theologie
- Friedrich Carl Andreas – Professor – Iranistik
- August Heinrich Andreae – Stadtbaumeister in Hannover; Student in Göttingen
- Reiner Anselm – Professor – Ethik
- Achim Arbeiter – Professor – Christliche Archäologie
- Justus Arnemann Student – Philologie
- Jörg Aufermann – Professor – Publizistik und Kommunikationswissenschaft
- Peter Aufgebauer – Professor – Geschichtswissenschaften
- Erik Aurelius – Professor – Theologie
- Wolfram Ax – Professor – Klassische Philologie

B
- Wilhelm Baehrens – Professor – Philologie
- George Bancroft – Politiker
- Wilfried Barner – Professor – Philologie
- Karl Barth – Evangelischer Theologe (Honorarprof. in Göttingen 1921–1925): einer der „Kirchenväter des 20. Jahrhunderts“
- Hermann Wolfgang Beyer – Privatdozent – Theologie
- Walter Bauer – Professor – Theologie
- Eduard Baumgarten – Gastprofessor – Philosophie
- Jörg Baur – Professor – Theologie
- Heinz Bechert – Professor – Indologie
- Ansgar Beckermann – Professor – Philosophie
- Michael Behnen – Professor – Geschichtswissenschaften
- Georg Friedrich Benecke – Professor – Geschichtswissenschaften
- Friedrich Eduard Beneke – Professor – Philosophie
- Johannes Bergemann – Professor – Archäologie
- Marianne Bergmann – Professorin – Archäologie
- Hans Bernsdorff – Professor – Philologie
- F. W. Bernstein – Kunsterzieher
- Karl Bertau – Professor – Philologie
- Ernst Bertheau – Professor – Philosophie
- Walter Birnbaum – Professor – Theologie
- Christoph Bizer – Professor – Theologie
- Jochen Bleicken – Professor – Geschichtswissenschaften
- Erich Boehringer, Prof. für Archäologie und Begründer der Akademischen Burse
- Hartmut Boockmann – Professor – Geschichtswissenschaften
- Helga Botermann – Privatdozentin – Geschichtswissenschaften
- Erich Botzenhart – Professor – Geschichtswissenschaften
- Friedrich Ludewig Bouterweck – Privatdozent – Geschichtswissenschaften
- Alois Brandl – Professor – Philologie
- Jonas Breitenstein – Student – Theologie
- Heinrich Brugsch – Ägyptologie (o. Prof.) – (in Göttingen 1868–1870)
- Theo Buck – Professor – Literaturwissenschaften
- Ézsaiás Budai – Student – Philologie
- Nils Büttner – Kunstgeschichte (Student)
- Eberhard Busch – Theologie – Professor
- Carl Busse – Theologie
- Anton Friedrich Büsching – Theologie – Professor
- Georg Busolt – Geschichtswissenschaften – Professor

C
- Friedrich Gottlieb Canzler – Geschichtswissenschaften – Privatdozent
- Carl Joachim Classen – Professor – Philologie
- Carsten Colpe – Professor – Religionsgeschichte
- Alexander Conze – Archäologie (Student, Privatdozent)
- Werner Conze – Geschichtswissenschaften – Professor
- Hans Conzelmann – Theologie – Professor
- Friedrich Gottlieb Crome – Theologie
- Magnus Crusius – Theologie – Professor
- Ernst Curtius – Archäologie – Professor

D
- Friedrich Christoph Dahlmann – Philosophie – Professor
- Paul Darmstaedter – Geschichtswissenschaften – Professor
- Georg Dehio – Kunsthistoriker – stud./prom.
- Heinrich Detering – Literaturwissenschaften – Professor
- Albrecht Dihle – Philologie – Privatdozent
- Karl Dilthey – Philologie – Professor
- Georg Ludolf Dissen – Philologie – Student
- Siegmar Döpp – Philologie – Professor
- Sabine Döring  – Philosophie – Studentin
- Isaak August Dorner – Theologie – Professor
- Heinrich Dörrie – Philologie – Student
- Hermann Dörries – Patrologie – Professor
- Jutta Dresken-Weiland – Archäologie – Privatdozentin
- Hans Drexler – Latinistik – Professor
- Boris Dreyer – Geschichtswissenschaften – Wissenschaftler Mitarbeiter
- Friedrich von Duhn Archäologie – Privatdozent
- Klaus Düwel – Philologie – Professor
- Karl Dziatzko – Philologie – Professor

E
- Ulrike Egelhaaf-Gaiser – Latinistik – Professorin
- Friedrich Ehrenfeuchter – Theologie – Professor
- Johann Gottfried Eichhorn – Orientalistik – Professor
- Wilhelm Emrich – Germanistik (Dozent)
- Manfred Engelbert – Romanistik – Professor
- Arnold Esch – Geschichtswissenschaften – Professor
- Norbert Eschbach – Archäologie – Vertretungsprofessor
- Rudolf Eucken – Philosophie (Student, Nobelpreis für Literatur 1908)
- Heinrich Ewald – Theologie, Orientalistik – (Student, o. Prof.)

F
- Adam Falkenstein – Assyriologie – Professor
- Christian Ferdinand Falkmann – Theologie – entwickelte methodische Grundsätze für den Englischunterricht
- Wolfgang Fauth – Philologie – Dozent und Professor
- Johann Georg Heinrich Feder – Philosophie – Professor
- Richard Fick – Indologie – Professor
- Karl Gustav Fiedler – Philosophie – Student
- Johann Dominik Fiorillo – Philosophie – Professor
- Paul Artur Förster – Antisemit
- Eduard Fraenkel – Philologie – Professor
- Hermann Fränkel – Philologie – Professor
- Gottlob Frege – Philosoph (Doktorand)
- Wolf-Hartmut Friedrich – Philologie – Professor
- Klaus Fittschen – Archäologie – Professor
- Egon Flaig – Geschichtswissenschaften – Privatdozent
- Karl-Heinz Flechsig – Pädagogik – Professor
- Josef Fleckenstein – Geschichtswissenschaften – Professor
- Günter Fuchs – Archäologie – Professor

G
- Sigmar Gabriel – Lehramt Deutsch, Soziologie, Politik (Student) – später Politiker
- Alexander C. T. Geppert – Geschichte, Student
- Johann Matthias Gesner – Professor für Poesie und Rhetorik, Direktor der Universitätsbibliothek (in Göttingen 1734–1761)
- Karl Goedeke – Literaturhistoriker (Student, Professor)
- Selly Gräfenberg – Neuphilologe (Anglist und Romanist), (Student, Promotion)
- Herbert Grieshop – Germanistik
- Jacob Grimm – Sprach- und Literaturwissenschaften (o. Prof., Bibliothekar)
- Wilhelm Grimm – Sprach- und Literaturwissenschaften (o. Prof., Bibliothekar)
- Georg Friedrich Grotefend – Philologie – Entzifferer der Keilschrift

H
- Jürgen Habermas – Philosophie und Geschichte (Student)
- Nicolai Hartmann – Philosophie (ontologische Schichtenlehre; o. Prof., 1945–1950)
- Carl Gustav Hempel – Student – später Philosoph und Wissenschaftstheoretiker
- Johann Christian Friedrich Heyer – Theologie (Student) – später Missionar
- Christian Gottlob Heyne (o. Professor) – Sprach- und Altertumswissenschaft, Archäologie
- Jochen Hieber – Student – Germanistik
- Thomas Hoepker – Student
- Walter Höllerer – Student
- Edmund Husserl – Philosoph und Mathematiker (o. Professor)

K
- Gundolf Keil – Geschichte der Medizin (Assistent)
- Wolfgang Kersting – Philosophie – Student
- Franz Kielhorn – Indologie, Ordinarius, Mitglied der Akademie der Wissenschaften zu Göttingen
- Nils Klawitter – Geschichte, Jura (Student)
- Rüdiger Klessmann – Kunsthistoriker – Promotion
- Friedrich Knoke – Student
- Wolfgang Köhler – Psychologe (Professor)

L
- Friedrich Christian Laukhard (1757–1822), Theologe und politischer Schriftsteller
- Friedrich Leo – Philologe, Mitglied der Preußischen Akademie der Wissenschaften
- Hugo Lindemann – Hochschullehrer, MdR (SPD)
- Eduard Lohse – ev. Theologe, Rektor der Universität
- Rudolf Hermann Lotze – Philosophie (Professor)
- Heinrich Luden – Theologie (Student)
- Friedrich Ludwig – Musikwissenschaftler, Begründer der Historischen Musikwissenschaft (o. Professor und Rektor)
- Gerd Lüdemann – Theologe (Professor)

M
- Andreas Meyer-Landrut – Slawistik (Student)
- Johann David Michaelis – Theologe und Orientalist
- Peter Michelsen – Germanistik (Professor)
- Klaus Mollenhauer – Pädagogik (Professor)
- Johann Lorenz von Mosheim – ev. Theologe, o. Professor und Kanzler der Universität
- Henry Melchior Mühlenberg – Theologe, Begründer des deutschsprachigen lutherischen Gemeindewesens in Britisch-Nordamerika
- Georg Elias Müller – Psychologe (Professor für Philosophie, Begründer des weltweit zweiten psychologischen Instituts)
- Karl Otfried Müller – Professor für Kunstgeschichte, Archäologie, Altertumswissenschaft ab 1819
- Adolf Muschg – Germanistik (Assistent)

N
- Anja Niedringhaus – Germanistik (Studentin)
- Dietlef Niklaus – Pädagogik

O
- Eugen Oswald – Promotion 1874
- Franz Camille Overbeck – Theologe

P
- Carl Peters – Kolonialpionier – Geschichte, Geographie, Philosophie (Student)
- Ludwig Adolf Petri – Student – Theologe
- Richard Pietschmann – o. Prof. für Ägyptologie und Orientalistik, Direktor der Universitätsbibliothek
- Ines Pohl – Studentin – Germanistik und Skandinavistik
- Patricio Pron – Wissenschaftlicher Mitarbeiter und Doktorand (Romanistik) – argentinischer Schriftsteller und Romanist

Q
- Ludwig Quidde – Student Geschichte, Philosophie, Wirtschaftswissenschaften – Friedensnobelpreis 1927

R
- Helmut Roth – Archäologie

S
- Georg Friedrich Sartorius – Wirtschaftshistoriker, o. Prof.
- Berndt Schaller – Theologie, Judaistik (Promotion, Habilitation, Dozent, Dekan)
- Gustava Schefer-Viëtor – Pädagogik (Akademische Rätin)
- August Ludwig von Schlözer – Historiker, Pädagoge, Statistiker, Herausgeber der Zeitschrift Stats-Anzeigen
- Sybil Gräfin Schönfeldt – Kunstgeschichte
- Arthur Schopenhauer – Philosophie (Student und Promovent)
- Ernst Schulze – Philosophie (Student, Doktorand und Dozent)
- Georg Wilhelm Schulze – Theologie (Student)
- Johannes Schulze – Theologie (Student)
- Kurt Selle – Klassische Philologie (Student)
- Philipp Albert Stapfer – Theologie (Student)
- Edith Stein (Teresia Benedicta vom Kreuz) – Philosophie (Doktorandin)
- Carl Stumpf – Philosophie/Psychologie (Promotion, Habilitation)

T
- Heinrich Thorbecke  – Philologie (Student)

U
- Jürgen Udolph  – Sprachwissenschaftler (Prof.)

V
- Claus Vaske – Mittlere und Neuere Geschichte (Student)
- Charles de Villers – Philosophie (o. Prof.)
- Robert Vischer – für Kunstgeschichte und Ästhetik (o. Prof.)
- Georg Graf Vitzthum von Eckstädt – Kunstgeschichte (o. Prof.)
- Peter Voß – Deutsch, Englisch

W
- Jens-Christian Wagner – Studium Mittlere und Neuere Geschichte sowie Romanische Philologie
- Georg Waitz – Geschichte (o. Prof.)
- Harriet von Waldenfels – Philologie, Soziologie und Komparatistik (Student)
- Max Weber – Geschichte (Student)
- Julius Wellhausen – Theologe (o. Prof.)
- Rudolf Wiegmann – Professor für Professor für Baukunst und Perspektive an der Kunstakademie Düsseldorf (Student)
- Ulrich von Wilamowitz-Moellendorff – Altertumswissenschaftler (o. Prof.)
- Fritz Wölcken – Anglistik, Germanistik und Theologie (Student und Promovent)
- Friedrich Conrad Dietrich Wyneken – Theologie (Student)

Z
- Zhu De – Philosophie – Student (1922–25) – Staatsoberhaupt der Volksrepublik China 1975–76

### Medizin und Zahnmedizin
A
- Jürgen Aschoff – Professor – Physiologie

B
- Borwin Bandelow – Professor – Psychiatrie
- Wolfgang Bargmann – Professor – Anatomie
- Carl Bergmann – Anatomie
- Arnold Adolf Berthold – Professor – Anatomie
- Helmut Bauer – Professor – Medizin
- Wilhelm Baum – Professor – Chirurgie
- Heinz Becker – Ordinarius – Chirurgie
- Erich Blechschmidt – Direktor des anatomischen Instituts
- Johann Friedrich Blumenbach – Student und Professor für Medizin, Anatom, Anthropologe, Zoologe
- Max Borst – Professor – Pathologie
- Heinrich Braun – Professor – Chirurgie
- Reinhard Braun – Studium und Professor
- Walter Brednow – Professor – Medizin
- Johann Gottfried Brendel, Professor der Medizin
- Karl-August Bushe – Professor – Neurochirurgie

C
- Manfred Cierpka – Professor – Psychosomatik
- Klaus Conrad – Leiter einer Abteilung des Universitäts-Klinikum
- Werner Creutzfeldt – Medizin – Professor

D
- Karl Deichgräber – Medizin – Professor
- Eduard Deisenhofer – SS-Oberführer
- Max Delbrück – Medizin – Nobelpreis für Medizin 1969
- Erwin Deutsch – Medizinrechtler – Professor
- Gert Dieckmann – Neurochirurg – Professor

E
- Wilhelm Ebstein – Innere Medizin – Professor
- Carl-Theo Ehlers – Medizin – Ordinarius für Medizinische Dokumentation und Datenverarbeitung
- Rudolf Ehrenberg – Physiologie – Privatdozent und Professor
- Hannelore Ehrenreich – Medizin – Vizepräsidentin der Universität
- Paul Ehrlich, o. Professor (1904–1914) – Nobelpreis für Medizin 1908 (zusammen mit Metschnikow)
- Thomas Ellrott – Ernährungspsychologe – Studium, Promotion, Habilitation
- Dieter Emrich – Nuklearmedizin – Professor

F
- Walter Fischer – Pathologie-Assistent
- August Förster – Medizin-Professor

G
- Frank Grünwald – Nuklearmediziner und Hochschullehrer

H
- Johanna Haarer – Teilstudium Medizin – Fachärztin für Lungenkrankheiten
- Friedrich Joseph Haass – Promotion in Göttingen 1805, der „heilige Doktor von Moskau“
- Albrecht von Haller – Prof. für Anatomie, Botanik und Chirurgie, (1708–1777, in Göttingen 1736–1753)
- Karl Gustav Himly – Studium und Professor

K
- Eduard Kaufmann – Medizin, Patholog. Anatomie, – o. Prof. von 1907 bis 1928
- Heinz Kirchhoff – Medizin – Ordinarius 1954–1973
- Robert Koch – Medizin, Studium und Promotion in Göttingen – Nobelpreis für Medizin 1905
- Rolf Koschorrek – Zahnmedizin, Studium und Promotion in Göttingen – MdB
- Hans Adolf Krebs – Studium Medizin – Nobelpreis für Medizin 1953 (zusammen mit Lipmann)

L
- Bernhard von Langenbeck – Studium und Promotion
- Robert Lenneberg – Medizin – Student
- Martin Lohse – Medizin, Studium und Promotion

M
- Ilja Iljitsch Metschnikow – Studienaufenthalt in Göttingen – Nobelpreis für Medizin 1908 (zusammen mit Ehrlich)
- Joachim-Ernst Meyer – Professor und Direktor der Psychiatrischen Universitätsklinik (1963–1985)
- Ludwig Meyer – Professor und Direktor der Psychiatrischen Anstalt (1866–1900)

N
- Erwin Neher – Medizin – Nobelpreis für Medizin 1991

O
- Wilhelm Olbers – Medizin, Astronom

P
- Hanno Poppe – Radiologe, ordentlicher Professor für Strahlenkunde
- Volker Pudel – Ernährungswissenschaftler (Wissenschaftsjournalist)

S
- Fritz Scheler – Internist, Nephrologe
- Ulrich Jasper Seetzen – Arabienforscher

W
- Leon Weintraub – Medizin (ab 1946)

Y
- Thomas Young – Medizin, Physik, Sprachforschung (promov. in Medizin)

## Weitere Persönlichkeiten mit Bezug zu Göttingen
Hier werden bekannte Persönlichkeiten aufgeführt, die in Göttingen einen Teil ihres Lebens verbracht haben oder in Göttingen gestorben sind. Bitte hier nur Persönlichkeiten eintragen, die nicht schon als Angehörige der Universität gelistet sind. Die Liste ist zeitlich geordnet.

### Bis 1900
- Kaiser Heinrich II., starb am 13. Juli 1024 in der Pfalz Grona
- Theodor Berckelmann (* 9. November 1576 in Neustadt am Rübenberge; † 30. Juli 1645 in Göttingen) war ein lutherischer Theologe, lateinischer Dichter und von 1630 bis 1645 Generalsuperintendent in Göttingen.
- Ernst August Spangenberg (* 21. Oktober 1689 in Barbis; † 24. September 1784 in Göttingen), Jurist und Bürgermeister der Stadt Göttingen
- Johann Gottfried Zinn (* 4. Dezember 1727 in Schwabach im Markgrafentum Ansbach; † 6. April 1759 in Göttingen), Arzt und Botaniker
- Johann Heinrich Ayrer (* 1732 in Coburg; † 6. Januar 1817 in Göttingen), akademischer Reitlehrer
- Gottfried August Bürger (* 31. Dezember 1747 in Molmerswende im Ostharz; † 8. Juni 1794 in Göttingen), deutscher Dichter
- Johann Heinrich Voß (* 20. Februar 1751 in Sommerstorf; † 29. März 1826 in Heidelberg), deutscher Dichter und Übersetzer berühmter Klassiker; studierte in Göttingen
- Jean Louis Burckhardt (* 25. November 1784 in Lausanne; † 15. Oktober 1817 in Kairo), Orientreisender; studierte in Göttingen.
- Christian Friedrich Andreas Rohns (* 28. Januar 1787 in Lodersleben bei Querfurt; † 25. Februar 1853 in Göttingen), Architekt und Bauunternehmer
- Heinrich Heine (* 13. Dezember 1797 in Düsseldorf; † 17. Februar 1856 in Paris), einer der bedeutendsten deutschen Dichter und Journalisten des 19. Jahrhunderts; studierte in Göttingen.
- Rudolf Hermann Lotze (* 21. Mai 1817 in Bautzen; † 1. Juli 1881 in Berlin), Philosoph und Psychologe; Professor in Göttingen.
- Gustav von Meyern-Hohenberg (* 10. September 1820 in Calvörde; † 1. März 1878 in Konstanz); er war Jurist, Intendant und Dramatiker; studierte in Göttingen.
- Hans Breymann (* 12. April 1850 in Bernburg (Saale); † 28. Juni 1903 in Göttingen); Architekt und Baubeamter in Göttingen.
- Theodor Melior (* 18. März 1853 in Schotten; † 17. April 1940 in Göttingen); der spätere General der Infanterie verlegte während des Ersten Weltkriegs seinen Alterswohnsitz von Lübeck nach Göttingen.
- Lou Andreas-Salomé (* 12. Februar 1861 in St. Petersburg; † 5. Februar 1937 in Göttingen), Schriftstellerin und Psychoanalytikerin
- Emil Mehle (* 25. März 1868 in Grünstadt; † 1960 in Göttingen), hiesiger Unternehmer, Fabrikant für Aktenordner und Büro-Registraturartikel
- Gustav Wyneken (* 19. März 1875 in Stade; † 8. Dezember 1964 in Göttingen), deutscher Reformpädagoge
- Karl Julius Walther Lietzmann (* 7. August 1880 in Drossen; † 12. Juli 1959 in Göttingen), Mathematiker, Pädagoge und einflussreicher Mathematikdidaktiker.
- Martin Lindow (* 26. September 1880 in Zachan im ehemaligen Hinterpommern; † 11. Januar 1967 in Göttingen), Astronom, leitete von 1930 bis 1944 die Universitätssternwarte zu Münster und lebte danach in Göttingen
- Wilhelm Keitel (* 22. Sept. 1882 in Helmscherode; † 16. Okt 1946 in Nürnberg), Generalfeldmarschall, Chef des OKW; Schulbesuch und Abitur in Göttingen.
- Otto Engelhardt-Kyffhäuser (* 5. Januar 1884 in Artern; † 7. Juni 1965 in Göttingen), Maler und Kunsterzieher
- Zhu De (* Dezember 1886; † 6. Juli 1976), chinesischer Politiker; studierte in Göttingen.
- Richard Becker (* 3. Dezember 1887 in Hamburg; † 16. März 1955 in Bad Schwalbach), Physiker; wirkte zeitweise in Göttingen.
- Heinz Hilpert (* 1. März 1890 in Berlin; † 25. November 1967 in Göttingen), deutscher Theaterregisseur
- Hans Jürgen von der Wense (* 10. November 1894 in Ortelsburg/Ostpreußen; † 9. November 1966 in Göttingen), Schriftsteller, Übersetzer, Komponist, „musikalischer Dadaist“
- Elinor Hubert (* 11. Mai 1900 in Breslau; † 25. Januar 1973 in Köln), Ärztin und Politikerin (SPD), studierte und lebte nach 1945 in Göttingen.

### Ab 1901
- Rudolf Otto Wiemer (* 24. März 1905 Friedrichroda; † 5. Juni 1998 Göttingen), Lyriker, Puppenspieler und Pädagoge
- Heinz Erhardt (* 20. Februar 1909 in Riga; † 5. Juni 1979 in Hamburg-Wellingsbüttel), Komiker, Musiker, Entertainer, Schauspieler und Dichter; drehte einige Filme in Göttingen, u. a. Natürlich die Autofahrer
- Hartmut von Hentig (* 23. September 1925 in Posen), Pädagoge und Publizist; studierte in Göttingen
- Hans Achim Gussone (* 7. Januar 1926 in Schneidemühl (heute Piła, Polen); † 9. Dezember 1997 in Göttingen), Forstwissenschaftler; leitete von 1978 bis 1991 die Niedersächsische Forstliche Versuchsanstalt und lehrte zugleich als außerplanmäßiger Professor an der Universität Göttingen
- Günter Grass (* 16. Oktober 1927 in Danzig; † 13. April 2015 in Lübeck), Schriftsteller, Nobelpreisträger für Literatur; Verlag und Grass-Haus in Göttingen
- Joop Bergsma (* 1. Februar 1928 in Rotterdam; † 8. Juli 2011 in Harsum), von 1976 bis 1986 katholischer Pfarrer und Dechant in Göttingen
- Walter Kempowski (* 29. April 1929 in Rostock; † 5. Oktober 2007 in Rotenburg/Wümme), Schriftsteller; studierte in Göttingen Pädagogik
- Barbara, eigentlich Monique Andrée Serf  (* 9. Juni 1930 in Paris; † 25. November 1997 in Neuilly-sur-Seine), Chansonsängerin; u. a. Sängerin des Chansons Göttingen
- Friedhelm Farthmann (* 25. November 1930 in Bad Oeynhausen; † 9. Dezember 2024), Politiker (SPD), ehem. Minister für Arbeit und Soziales des Landes Nordrhein-Westfalen und SPD-Fraktionsvorsitzender, langjähriges Mitglied im SPD-Bundesvorstand, Mitglied der Königsberger Burschenschaft Gothia zu Göttingen
- Reinhard Döhl (* 16. September 1934 in Wattenscheid; † 29. Mai 2004 in Stuttgart), Literatur- und Medienwissenschaftler, Autor und Künstler; studierte u. a. in Göttingen
- Inge Wettig-Danielmeier (* 1. Oktober 1936 in Heilbronn), Bundesschatzmeisterin der SPD; lebt in Göttingen
- Hartwig Hohnsbein (* 19. Januar 1937 in Rotenburg/Wümme), Politikwissenschaftler, Pfarrer i. R., Autor; wohnhaft in Göttingen und studierte hier
- Robert Gernhardt (* 13. Dezember 1937 in Tallinn; † 30. Juni 2006 in Frankfurt am Main), Dichter; wuchs in Göttingen auf und ging hier zur Schule
- F. W. Bernstein (* 4. März 1938 in Göppingen; † 20. Dezember 2018 in Berlin), Schriftsteller; war Kunsterzieher in Göttingen
- Götz George (* 23. Juli 1938 in Berlin; † 19. Juni 2016 in Hamburg), Schauspieler; langjährig am Deutschen Theater
- Jobst Plog (* 26. Februar 1941 in Hannover), NDR-Intendant; studierte u. a. in Göttingen Jura
- Bruno Ganz (* 22. März 1941 in Zürich; † 16. Februar 2019 in Wädenswil), Schweizer Schauspieler; begann am Jungen Theater seine Karriere
- Wolfgang Bittner (* 29. Juli 1941 in Gleiwitz/Oberschlesien), Jurist und Schriftsteller; studierte u. a. in Göttingen
- Bert Sakmann (* 12. Juni 1942 in Stuttgart), Mediziner (Nobelpreis 1991); die Arbeiten hierzu wurden in Göttingen geleistet
- Evelyn Hamann (* 6. August 1942 in Hamburg; † 28. Oktober 2007 ebenda), Schauspielerin; hatte ihr erstes Engagement 1968 in Göttingen
- Wolf-Michael Catenhusen (* 13. Juli 1945 in Höxter; † 30. April 2019 in Berlin), MdB a. D. und Staatssekretär im Bundesbildungsministerium; studierte u. a. in Göttingen.
- Claus Jacobi (* 1. September 1948 in Hameln; † 23. April 2024 in Berlin), Mediziner und Jazzmusiker; u. a. Begründer des Göttinger Jazzfestivals
- Sabine Leutheusser-Schnarrenberger (* 26. Juli 1951 in Minden), Bundesjustizministerin; studierte u. a. in Göttingen.
- Thomas Oppermann (* 27. April 1954 in Freckenhorst; † 25. Oktober 2020) Landesminister a. D., MdB; studierte und lebte in Göttingen
- Dieter Bohlen (* 7. Februar 1954 in Berne, Niedersachsen), Musiker und Produzent, Studium (BWL) in Göttingen
- Eckhard Gorka (* 24. Mai 1955 in Braunschweig), seit 2007 Landessuperintendent im Sprengel Hildesheim-Göttingen
- Matthias Reim (* 26. November 1957 in Korbach, Hessen), Popmusiker; begann ein Studium in Göttingen
- Christian Schrader (* 1959 in Wolfenbüttel), Rechtswissenschaftler, Richter und Hochschullehrer; Promotion in Göttingen, Rat der Stadt Göttingen, Verwaltungsrat und Mitglied des Kreditausschusses der Sparkasse Göttingen
- Lou Richter (* 10. September 1960 in Einbeck), Fernsehmoderator; Abitur in Göttingen
- Karola Margraf (* 24. August 1965 in Flensburg), Politikerin (SPD); Ratsvorsitzende in Göttingen
- Gerhard Schuster (* 19. Januar 1966 in Höxter), Geologe, Naturfotograf und Autor; Studium in Göttingen, wohnhaft in Göttingen bis 2013
- Gunnar Fehlau (* 1973 in Dortmund), Fachjournalist und Buchautor; leitet den in Göttingen ansässigen pressedienst-fahrrad (pd-f)
- Benjamin von Stuckrad-Barre (* 27. Januar 1975 in Bremen), Autor; Abitur in Göttingen
- Dennie Klose (* 28. März 1979 in Einbeck), Fernsehmoderator; Studium in Göttingen
- Florian Reichert (* 10. Februar 1982 in Hannover), Langstrecken- und Ultramarathonläufer; Studium in Göttingen, Lehrer am Theodor-Heuss-Gymnasium
- Robert Kulawick (* 1. Februar 1986 in Berlin), Basketballspieler; Studium in Göttingen
- Frithjof Look  (* 26. April 1987 in Bergen auf Rügen), seit 2022 Stadtbaurat von Göttingen
- Neele Eckhardt-Noack (* 2. Juli 1992 in Ostercappeln), Dreispringerin, mehrfache Deutsche Meisterin; startet für die LG Göttingen

## Bürgermeister oder Oberbürgermeister seit 1809
Für die Zeit vor 1809: Liste der Bürgermeister von Göttingen.
- bis 1831: Konrad Julius Hieronymus Tuckermann, Maire, später Bürgermeister
- 1811–1813: Caspar Christian Campen, Maire
- 1813–1817: Johann Friedrich Christoph Hesse, Bürgermeister
- 1831–1851: Georg Christoph Ernst Ebell, Bürgermeister, Magistratsdirektor und Oberbürgermeister
- 1851–1852: Georg Ferdinand Friedrich Insinger, Bürgermeister und Georg Friedrich Morrien, Bürgermeister
- 1852–1858: Ferdinand Heinrich Ludwig Oesterley, Bürgermeister
- 1858–1867: Adolf Eberhardt, Bürgermeister
- 1867–1870: Georg Heinrich August Wunderlich, Bürgermeister
- 1870–1893: Georg Merkel, Bürgermeister ab 1885 Oberbürgermeister
- 1893–1926: Georg Friedrich Calsow, Oberbürgermeister
- 1926–1938: Bruno Karl August Jung, Oberbürgermeister
- 1938–1945: Albert Gnade, Oberbürgermeister
- 1945–1946: Erich Schmidt (parteilos), kommissarischer Oberbürgermeister
- 1946, Januar bis November: Hermann Föge (FDP), Oberbürgermeister
- 1946–1947: Heinrich Düker (SPD), Oberbürgermeister
- 1947–1948: Franz Arnholdt (SPD), Oberbürgermeister
- 1948–1956: Hermann Föge (FDP), Oberbürgermeister
- 1956–1966: Gottfried Jungmichel (FDP), Oberbürgermeister
- 1966–1973: Walter Leßner (SPD), Oberbürgermeister
- 1973–1981: Artur Levi (SPD), Oberbürgermeister
- 1981–1982: Joachim Kummer (CDU), Oberbürgermeister
- 1982–1986: Gerd Rinck (CDU), Oberbürgermeister
- 1986–1991: Artur Levi (SPD), Oberbürgermeister (2. Amtszeit)
- 1991–2000: Rainer Kallmann (SPD), Oberbürgermeister
- 2000–2006: Jürgen Danielowski, (CDU), Oberbürgermeister
- 2006–2014: Wolfgang Meyer (SPD), Oberbürgermeister
- 2014–2021: Rolf-Georg Köhler (SPD), Oberbürgermeister
- seit 2021: Petra Broistedt (SPD), Oberbürgermeisterin

## Oberstadtdirektoren 1946–2001
- 1946–1948: Erich Schmidt
- 1948: Helmut Kuß, Stadtdirektor in der Funktion als Oberstadtdirektor
- 1948–1949: Hans Otto Glahn
- 1949–1952: Erich Schmidt
- 1952–1959: Helmut Kuß, Stadtdirektor, später Oberstadtdirektor (2. Amtszeit)
- 1959–1968: Erich Heinrich Biederbeck
- 1968–1980: Kurt Busch
- 1980–1987: Rolf Vieten
- 1987–1988: Eberhard Nickel, Stadtdirektor in der Funktion als Oberstadtdirektor
- 1988–2000: Hermann Schierwater